# Conquista spagnola della confederazione Muisca

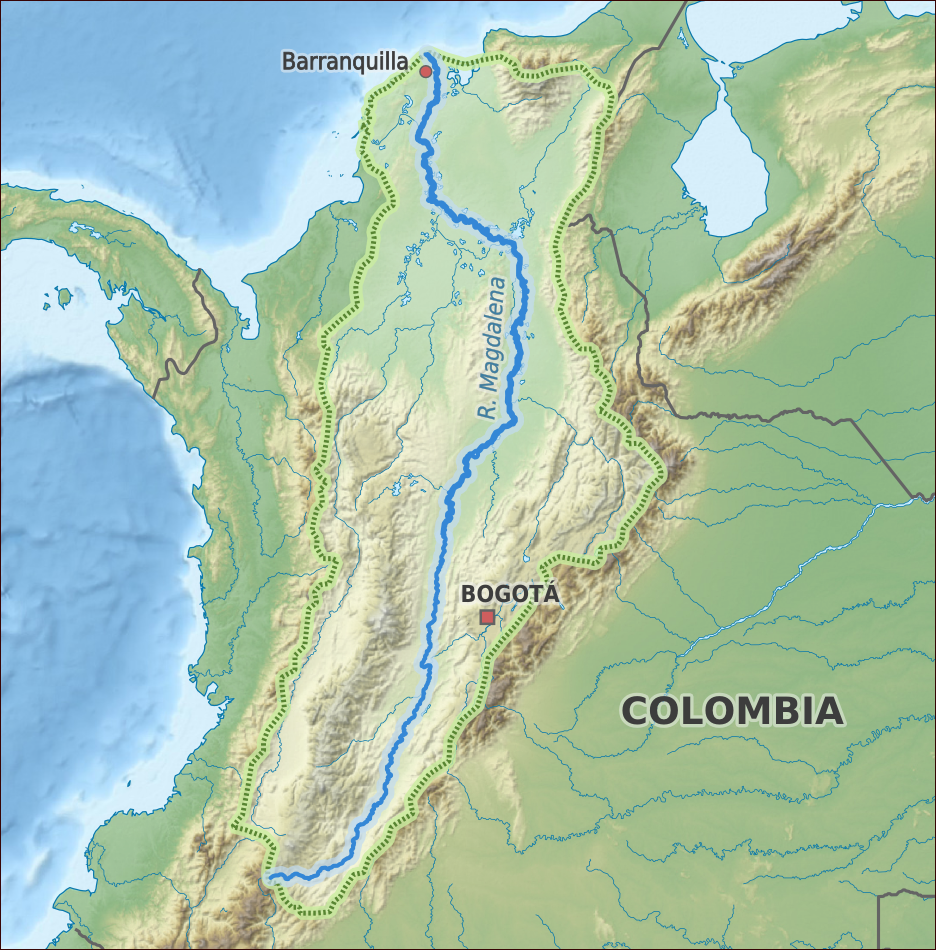
Il fiume Magdalena è la principale arteria fluviale della regione delle Ande in Colombia. La spedizione di conquista di De Quesada seguì il corso del fiume da Tamalameque a Barrancabermeja, giungendo nel territorio dei Muisca

La conquista spagnola della confederazione Muisca ebbe luogo tra il 1537 e il 1540. I Muisca abitavano le alture centrali delle Ande, nell'attuale Colombia, prima dell'arrivo dei conquistadores spagnoli. Organizzati in una confederazione con differenti capitribù locali e alcuni cacique indipendenti, al tempo della conquista detenevano il potere lo zipa Tisquesusa, lo zaque Quemuenchatocha, gli iraca Sugamuxi e Tundama nella parte settentrionale dei territori. I Muisca erano organizzati in piccoli insediamenti di forma circolare, con una piazza centrale dove si trovavano il bohío e il cacique. Questa popolazione era chiamata anche "Popolo del sale", in quanto l'economia si basava sull'estrazione del sale, ma i Muisca commerciavano altresì oro, tumbaga e smeraldi ed erano dediti alla coltivazione di maizena, yuca, patate e varie altre coltivazioni adatte alle alture.
La civiltà Muisca si concentrava nella savana di Bogotá, un'alta pianura nella Cordigliera orientale delle Ande, lontano dalla costa caraibica e il cui suolo era molto fertile. Civiltà profondamente religiosa di natura politeistica e con avanzate conoscenze astronomiche, uomini e donne nella civiltà Muisca avevano compiti differenti, ma si basavano su una società egualitaria. I guerrieri guecha erano incaricati della difesa del territorio dei Muisca, in particolare dalle civiltà vicine; i Muzo ("Popolo degli smeraldi") e i bellicosi Panche. Nelle battaglie essi usavano lance, frecce avvelenate e coltelli in oro.
Pur non essendo i depositi auriferi così abbondanti sull'altipiano, attraverso il commercio i Muisca erano in grado di ottenere molti metalli preziosi che venivano in seguito lavorati. Quando gli spagnoli che risiedevano nella città costiera di Santa Marta, fondarono Rodrigo de Bastidas nel 1525, vennero a conoscenza della leggenda della presenza di una città aurifera che molti di loro identificarono con il mitico El Dorado e pertanto nel 1536 venne organizzata una prima spedizione. Una delegazione di più di 900 uomini lasciò la città tropicale di Santa Marta e incominciò una difficile spedizione nel cuore della Colombia alla ricerca di El Dorado e della civiltà dell'oro. Il capo di questa spedizione sotto le insegne della bandiera spagnola fu Gonzalo Jiménez de Quesada, con suo fratello Hernán come secondo in comando. Molti altri soldati presero parte all'impresa, e molti di loro divennero poi gli encomenderos impegnati nella conquista della Colombia. Negli anni successivi altre furono le spedizioni che si portarono all'interno delle Ande alla ricerca di oro.
La conquista del territorio dei Muisca ebbe inizio nel marzo del 1537, quando le truppe ormai fiaccate di De Quesada entrarono nei territori dei Muisca a Chipatá, il primo insediamento fondato l'8 marzo 1537. Nel mese di aprile ebbe luogo uno scontro a Funza, dove gli spagnoli vennero sconfitti. Ciò stimolò ulteriori spedizioni, come quella partita il mese successivo dalla parte orientale della valle del Tenza e diretta nei territori del zaque Quemuenchatocha. Il 20 agosto, gli zaque si sottomisero agli spagnoli e gli europei continuarono poi verso la valle degli Iraca, dove l'iraca Sugamuxi venne sconfitto dagli spagnoli i quali inoltre, accidentalmente, bruciarono il Tempio del Sole all'inizio di settembre di quell'anno.
Nel frattempo, altri soldati della spedizione si recarono a sud e conquistarono Pasca e altri insediamenti. I capi spagnoli fecero ritorno coi loro uomini alla savana di Bogotà e da qui pianificarono altre spedizioni di conquista tra la seconda metà del 1537 e i primi mesi del 1538. Il 6 agosto, Gonzalo Jiménez de Quesada fondò la città di Bogotà quale capitale del Nuovo Regno di Granada, assegnando così all'area il nome dell'attuale Colombia in onore della città spagnola di Granada. In quello stesso mese, il 20, un nuovo zipa era succeduto al fratello alla sua morte e nella battaglia di Tocarema che si scatenò subito dopo le forze alleate ottennero la vittoria sui bellicosi vicini. Sul finire del 1538, altre conquiste vennero raggiunte e portarono alla fondazione di ulteriori insediamenti nel cuore delle Ande. Ebbero inoltre luogo due nuove spedizioni, una guidata da De Belalcázar da sud e una guidata da Federmann da est. Alla ricerca di El Dorado si ritornò tra la seconda metà del 1539 e il 1540. L'ultimo zaque Aquiminzaque venne infine decapitato all'inizio del 1540, assimilando così definitivamente il territorio dell'ex confederazione Muisca all'Impero spagnolo.
La storia di tali viaggi ci perviene prevalentemente dagli scritti di Gonzalo Jiménez de Quesada, uno dei principali conquistadores dell'impresa, e tramite alcuni studiosi quali Pedro de Aguado, Juan Rodríguez Freyle, Juan de Castellanos e altri.

## Antefatti

### Storia precolombiana

I rifugi rocciosi di El Abra sono probabilmente tra le abitazioni più antiche della regione; in esse sono stati trovati attrezzi litici, carbone e pitture

La storia precolombiana dell'Altiplano Cundiboyacense ebbe inizio nel 12 500 a.C., periodo a cui risalgono le più antiche testimonianze di attività umana presso El Abra, non lontano da Zipaquirá. Altri siti archeologici dell'era preceramica andina si trovano a Tequendama, Tibitó, Checua e Aguazuque. All'epoca dell'arrivo dei primi cacciatori-agricoltori, l'area era ancora popolata dalla megafauna del Pleistocene con esemplari come il Cuvieronius, l'Haplomastodon e l'Equus amerhippus.

#### Il periodo Herrera
Durante il periodo Herrera, comunemente compreso tra l'800 a.C. e l'800 d.C., l'agricoltura Muisca incominciò a svilupparsi; come dimostrano le scoperte compiute da Thomas van der Hammen Reserve e dal noto geologo e botanico olandese Thomas van der Hammen. Fu nel periodo Herrera che ebbe inizio la produzione di ceramiche dal V secolo a.C. in poi, come pure la mummificazione in uso tra le classi più agiate.

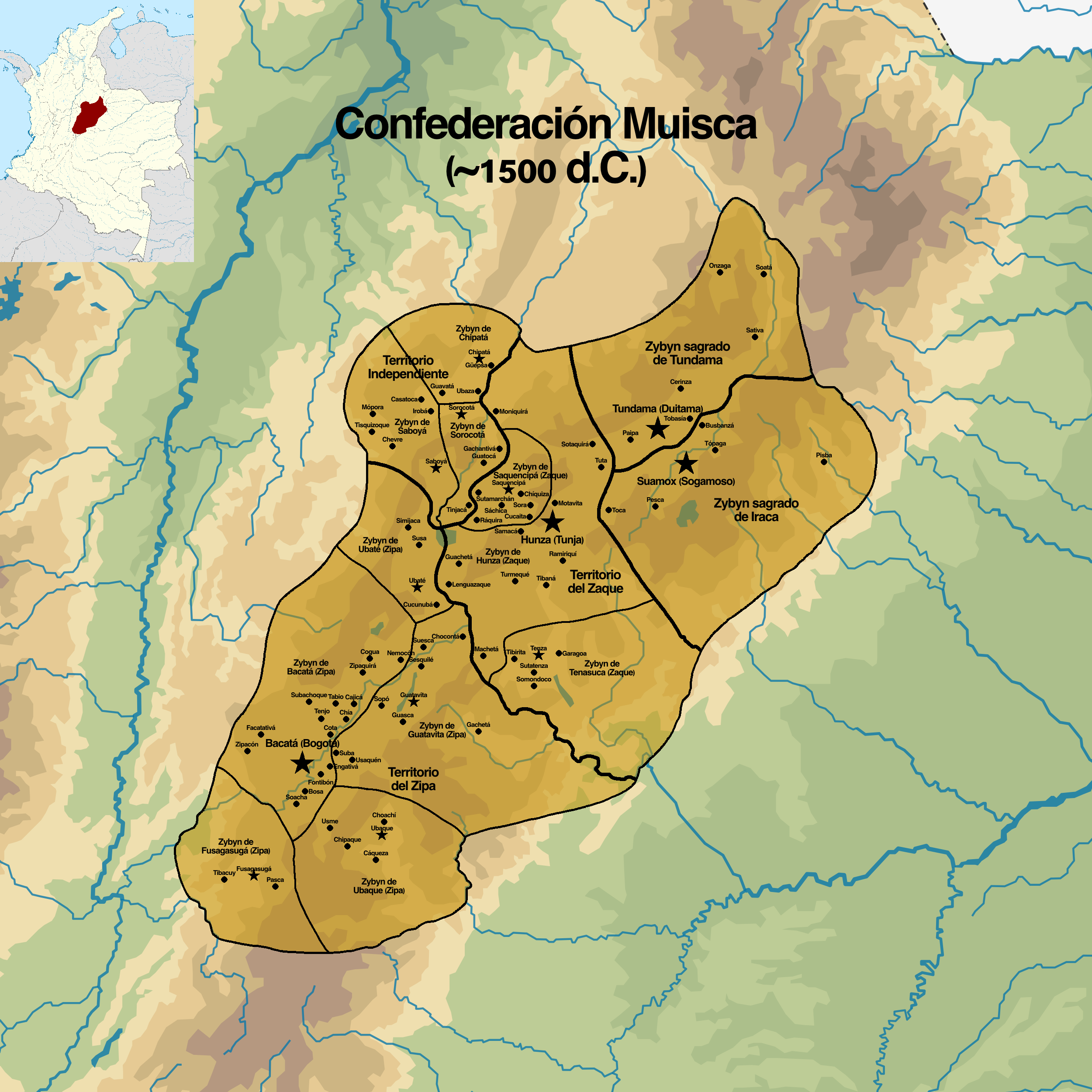
La Confederazione Muisca; pur essendo i regnanti tra di loro alleati non si trattava di un impero, come accadeva invece presso gli aztechi o gli inca

Evidenze archeologiche del periodo Herrera sono state ritrovate in molti luoghi sull'Altiplano Cundiboyacense, come Sopó, Soacha, Usme, Iza, Gámeza, Facatativá (Piedras del Tunjo Archaeological Park), Moniquirá (El Infiernito), Chía, Chita, Chiscas, Soatá, Jericó, Sativasur, Covarachía, Sativanorte ed El Cocuy.
Il sito di Soacha è uno dei più importanti ritrovamenti del periodo Herrera, datato al 400 a.C. Nel sito sono stati trovati i resti di 2200 individui, 274 ceramiche, attrezzi in pietra, semi di cotone, maizena, fagioli e curuba, 634 fusi per la tessitura, interi o frammentati, e 100 tunjos.

#### La Confederazione Muisca
La Confederazione Muisca è il nome con cui solitamente vengono descritti i territori abitati dal popolo Muisca sull'Altiplano Cundiboyacense e nelle vicine valli del Tenza e dell'Ubaque a est. La confederazione era guidata dai capi locali, di cui i più importanti erano lo zipa di Bacatá, lo zaque di Hunza, l'iraca di Sugamuxi e il tundama di Tundama, con un'area totale di quasi 25 000 km² (secondo altre fonti 47 000) con una popolazione compresa tra i 300 000 e i 2 000 000 di abitanti La società Muisca era perlopiù basata sull'agricoltura nel fertile suolo delle valli dell'Altipiano, ricche di sedimenti lacustri del Pleistocene. Detti anche "il popolo del sale", i Muisca erano noti per l'estrazione di sale dalle rocce di halite nelle miniere di Zipaquirá, Nemocón e Tausa, attività svolta unicamente dalle donne della confederazione e iniziata nel 250 a.C. circa. Il commercio di vari prodotti non lavorati come il cotone, produsse la base per lo sviluppo dell'arte e per la produzione dei primi tessuti e delle prime ceramiche. I Muisca furono l'unica civiltà sudamericana ad aver prodotto monete d'oro, chiamate tejuelo.

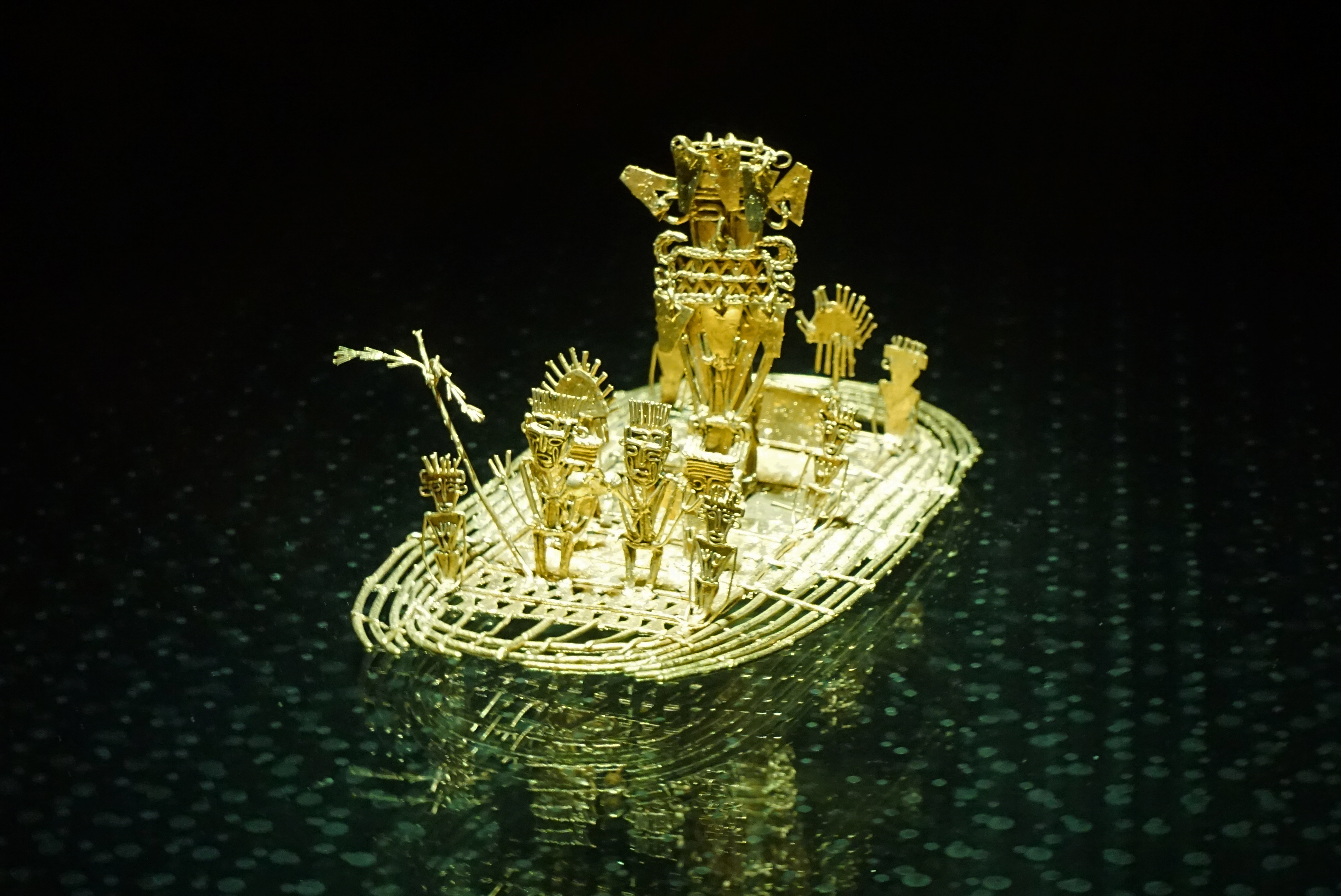
La famosa "zattera Muisca" che rappresenta il rituale d'iniziazione del nuovo zipa, fu alla base della leggenda di El Dorado, uno dei principali motivi per cui gli spagnoli si spinsero nell'entroterra colombiano per conquistarlo

A differenza delle altre grandi popolazioni precolombiane del Sud America, i Muisca non realizzarono grandi costruzioni in pietra, limitandosi all'edificazione di templi durevoli. Adoravano varie divinità, tra cui le principali erano la Luna, personificata in Chía, e suo marito, il Sole, il dio Sué. A Chía si trovava un sontuoso tempio dedicato alla Luna, ma altrettanto importante era quello dedicato al Sole che sorgeva a Sugamuxi. Entrambi i luoghi religiosi erano stati costruiti rispettando precisi parametri astronomici. Gran parte degli altri siti sacri erano di origine naturale, come nel caso dei numerosi laghi presenti sull'altipiano: si pensi all'Iguaque, al Suesca, al Fúquene, al Tota, ai laghi Siecha e al Guatavita, ovvero il più importante di tutti.
Nel lago circolare posto a 3 000 metri di altezza e compreso nell'attuale municipio di Sesquilé, appunto il Guatavita, avveniva solitamente il rituale d'iniziazione del nuovo zipa. Questa cerimonia, durante la quale il nuovo zipa veniva ricoperto di polvere d'oro e doveva gettarsi da una zattera nelle fredde acque ghiacciate del lago, è rappresentata nella celebre "zattera Muisca". Le festività di questo rituale erano accompagnate dalla musica tradizionale, canti e da danze, oltre che dal consumo di chicha, una bevanda indigena alcolica fermentata a base di maizena. Un simile rituale fu alla base della leggenda dell'esistenza di El Dorado, l'"uomo d'oro", interpretato poi estensivamente dagli spagnoli nel senso de "La città d'oro". La fama degli orafi Muisca era nota anche al di fuori della Confederazione, in quanto molti pezzi da loro realizzati sono stati rinvenuti pure in vari siti. L'area abitata dagli Muisca non ospitava ricchi giacimenti auriferi, ma gran parte di questo oro veniva ottenuto grazie al commercio con le popolazioni vicine.
Gli smeraldi erano l'altro prodotto locale estratto dalla Confederazione nella valle di Tenza; lo si commerciava perlopiù con le tribù vicine, quelle dei Muzo, detti "popolo degli smeraldi". La leggenda dell'El Dorado, i prodotti artigianali orafi, l'abbondanza di sale e smeraldi e l'avanzato status della società Muisca rappresentarono i motivi principali per cui i conquistadores si interessarono fortemente all'area.

### L'esplorazione spagnola

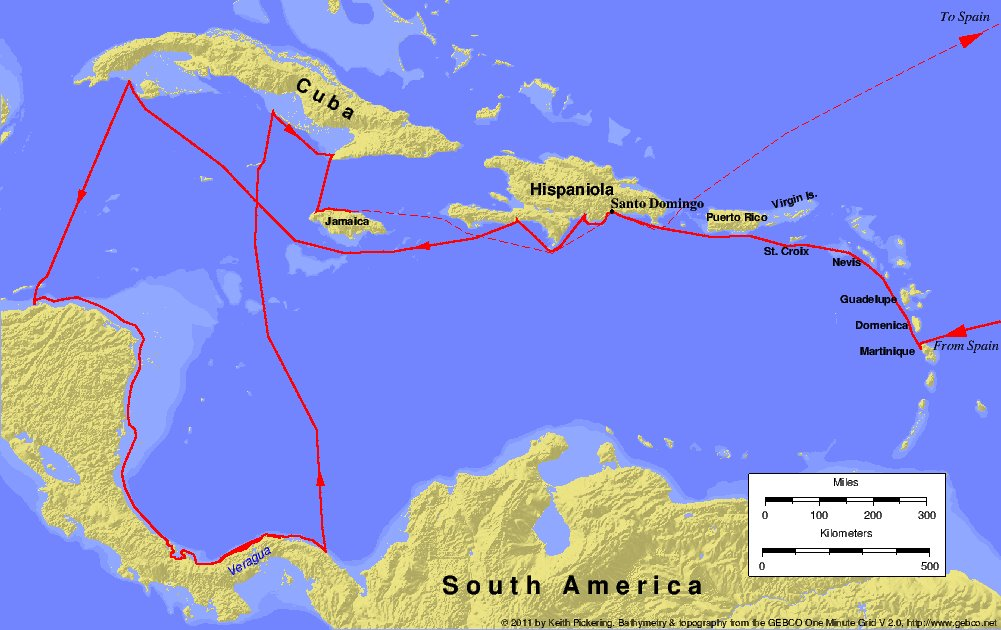
Il quarto viaggio di Cristoforo Colombo (1502-1503) toccò il Panama e poi la Gran Colombia, paese che da lui prese il nome, anche se egli non vi mise mai piede

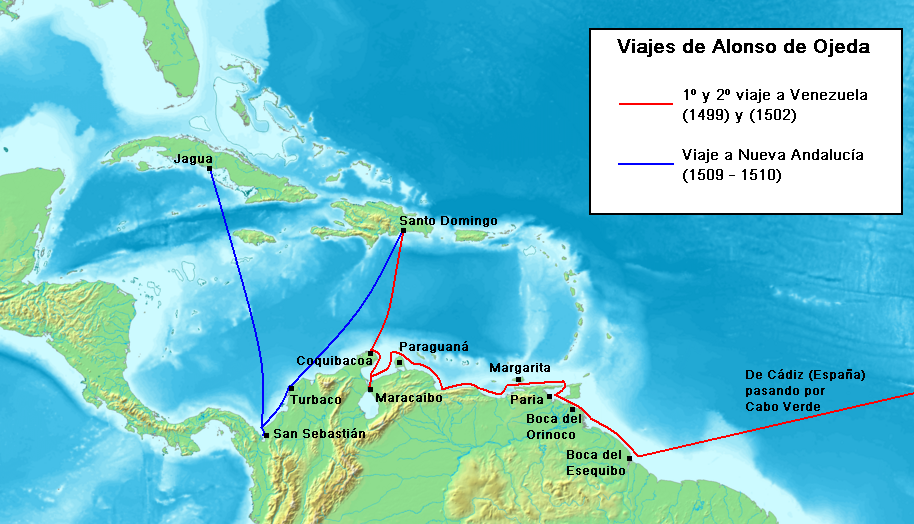
Il terzo viaggio di Alonso de Ojeda (1509-1510) con un giovane Francisco Pizarro a bordo, fu la prima esplorazione delle terre colombiane

In occasione del terzo viaggio di Cristoforo Colombo, compiuto nell'agosto del 1498, il continente sudamericano venne esplorato dagli europei per la prima volta. Il marinaio genovese viaggiò lungo la penisola di Paria, nell'attuale parte orientale del Venezuela. In quell'occasione, Colombo intravide la foce del fiume Orinoco, interpretando la gran massa d'acqua come la presenza di un vasto continente da esplorare. Il fiume Orinoco si estendeva in gran parte del proprio percorso nel territorio dei Muisca, attraverso i fiumi Meta e i suoi tributari Lengupá, Upía e Cusiana. Anche se la Colombia trae il suo nome da Colombo, egli non vi mise mai piede e durante il suo quarto e ultimo viaggio nelle Americhe toccò Panama, che sino al 1903, rimase parte dell'attuale territorio della repubblica.
L'Orinoco venne visitato una seconda volta da Amerigo Vespucci, che sbarcò sul suolo colombiano avendo preso parte alla prima spedizione comandata da Alonso de Ojeda. Vespucci, in qualità di membro della spedizione portoghese, si recò a est e a sud dell'Orinoco e de Ojeda con tre navi si recò a ovest. La prima terra colombiana esplorata dallo spagnolo fu la penisola di La Guajira sul finire dell'agosto del 1499. Il secondo viaggio di Alonso de Ojeda ebbe inizio nel gennaio del 1502 e seguì il medesimo percorso del primo, sbarcando nell'entroterra colombiano il 3 maggio 1502, fondando la prima colonia nel Sudamerica, Santa Cruz, attualmente parte di Bahía Honda. La colonia non durò più di tre mesi a causa di vari fattori. Gli indigeni Wayuu resistettero ferocemente e gli esploratori spagnoli non trovarono abbastanza cibo e acqua potabile per mantenere la colonia attiva. De Ojeda salpò alla volta di Santo Domingo, su Hispaniola. Il suo fallimento nella fondazione di una colonia fece sì che la Corona spagnola lo condannò a pagare una pesante multa al suo arrivo a Hispaniola. Ciò gli impedì di organizzare una nuova spedizione per diversi anni.
Mentre de Ojeda si trovava in Colombia, il suo rivale Cristoforo Colombo incominciò il suo quarto viaggio nelle Americhe, con un seguito di trenta navi, partendo da Cadice l'11 maggio 1502. Il marinaio genovese approdò su un'isola sconosciuta della Martinica il 15 giugno, continuando verso nord-ovest e raggiungendo Santo Domingo il 29 giugno 1502. Colombo, a cui venne negato il porto della capitale dei Caraibi, salpò in direzione della Giamaica e da qui verso Guanaja, una delle isole della baia al largo delle coste dell'Honduras, giungendovi un mese dopo. Il 14 agosto 1502, divenne il primo europeo ad essere giunto nell'entroterra sudamericano; lì gettò le fondamenta dell'insediamento divenuto poi noto come Puerto Castilla. Nel corso dei due mesi successivi esplorò i Caraibi, la Costa dei Mosquito, il Nicaragua e la Costa Rica, raggiungendo la baia di Almirante il 16 ottobre 1502. In questa regione, nota come nell'arcipelago di Bocas del Toro, ebbe il suo primo contatto coi Ngäbe, venendo a conoscenza della presenza di giacimenti d'oro. Dopo essere entrato in conflitto col cacique dell'area, El Quibían, Colombo e i suoi uomini dovettero lasciare la regione e far vela nuovamente verso Hispaniola il 15 aprile 1503. Dopo aver avvistato le isole Cayman il 10 maggio, giunse in Giamaica il 25 giugno del medesimo anno.
Nicolás de Ovando y Cáceres, che era salpato verso il Nuovo Mondo il 13 febbraio 1502 con 32 navi, la più grande flotta coloniale dell'epoca, era divenuto governatore di Hispaniola. Un suo lontano parente, il diciannovenne Hernán Cortés di Medellín, partì alla volta di Hispaniola nel 1504. Divenne in seguito il famoso conquistador che sottomise l'impero azteco. La madre di Cortés, Catalina Pizarro Altamirano, era imparentata con la famiglia di Francisco Pizarro, celebre conquistatore dell'impero inca.

#### Le prime città

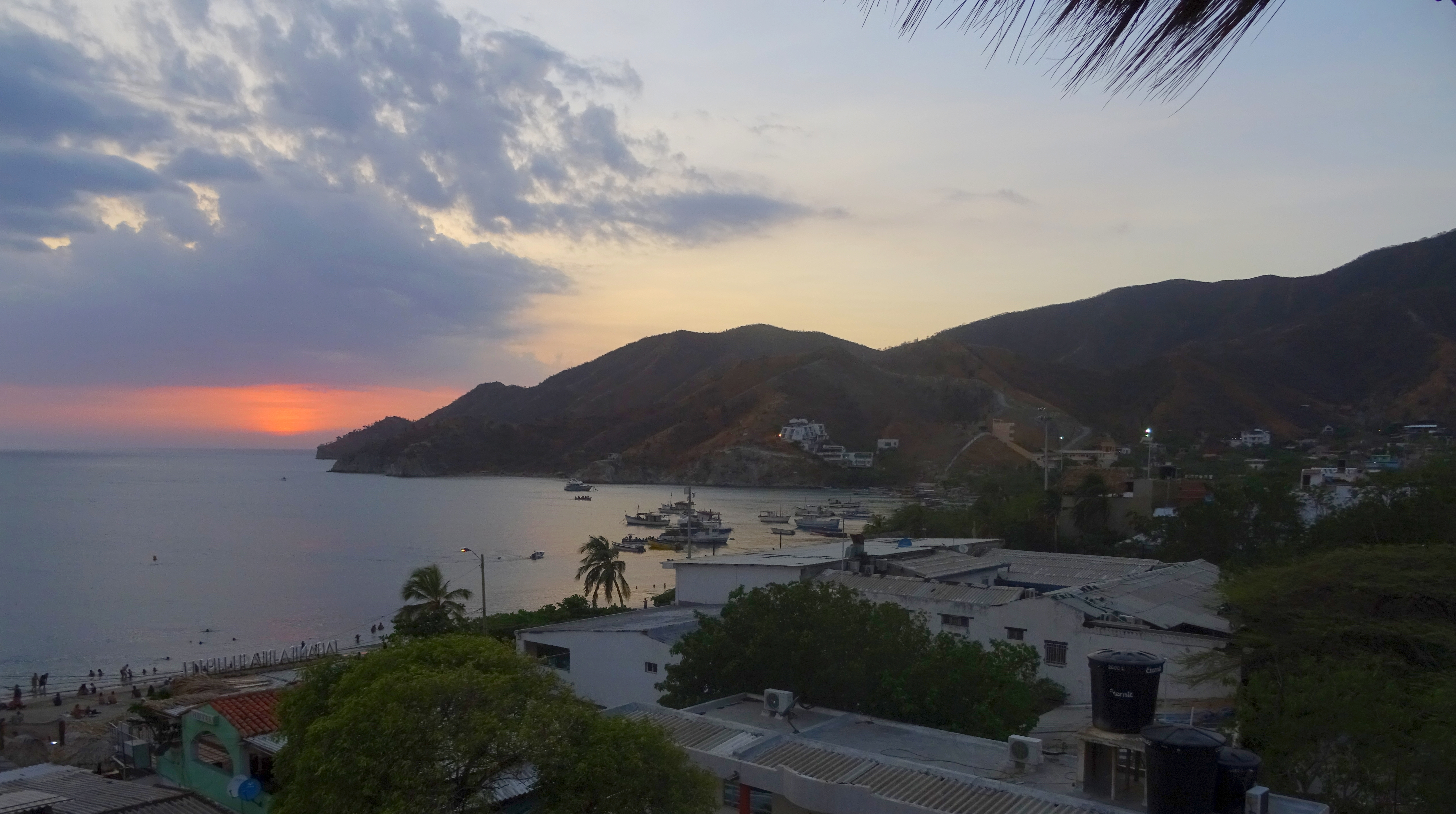
Santa Marta ed il corregimiento settentrionale di Taganga, dove vennero fondati i primi insediamenti della Colombia da Rodrigo de Bastidas nel 1525

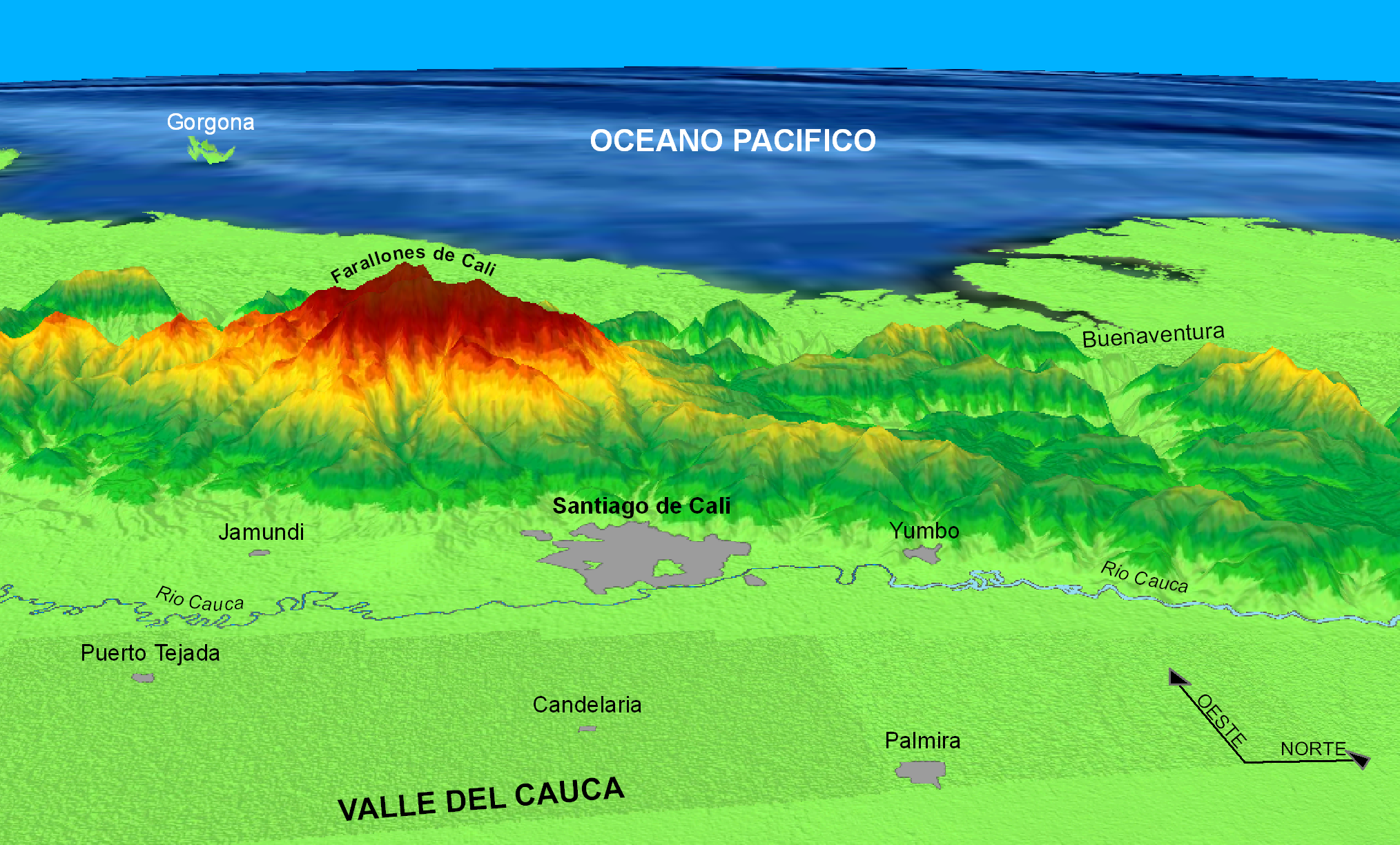
La conquista a sud venne condotta da De Belalcázar, Jamundí e da Cali vennero fondate nel 1536

Dopo i falliti tentativi di stabilire insediamenti spagnoli a La Guajira e a San Sebastián de Urabá, presso l'attuale comune di Necoclí, il 20 gennaio 1510, venne fondata la città di Turbaco. Le prime città nate sul suolo colombiano esistono ancora oggi e furono Santa Marta, e il suo corregimiento settentrionale di Taganga, il 29 luglio 1525 per opera di Rodrigo de Bastidas e Cartagena, allora chiamata San Sebastián de Cartagena, per opera di Pedro de Heredia il 1º giugno 1533. Poco dopo Cartagena, venne fondata Mahates il 17 aprile 1533. Malambo venne scoperta nel 1529 da Jerónimo de Melo e Silos da Ambrosius Ehinger nel 1530. Nel 1535, Alonso de Heredia e Antonio de la Torre y Miranda posero la prima pietra di Tolú e di Sincelejo il 25 luglio e il 4 ottobre. A sud dell'attuale Colombia, Yumbo, vide la luce nel 1536 da Miguel Muñoz e nello stesso anno Cali, 25 luglio 1536, da Sebastián de Belalcázar. Quest'ultimo fondò anche Popayán nel dicembre di quello stesso anno. Jamundí, a sud di Cali, venne fondata il 23 marzo 1537 da Juan de Ampudia e da Pedro de Añasco.

## La conquista della Muisca

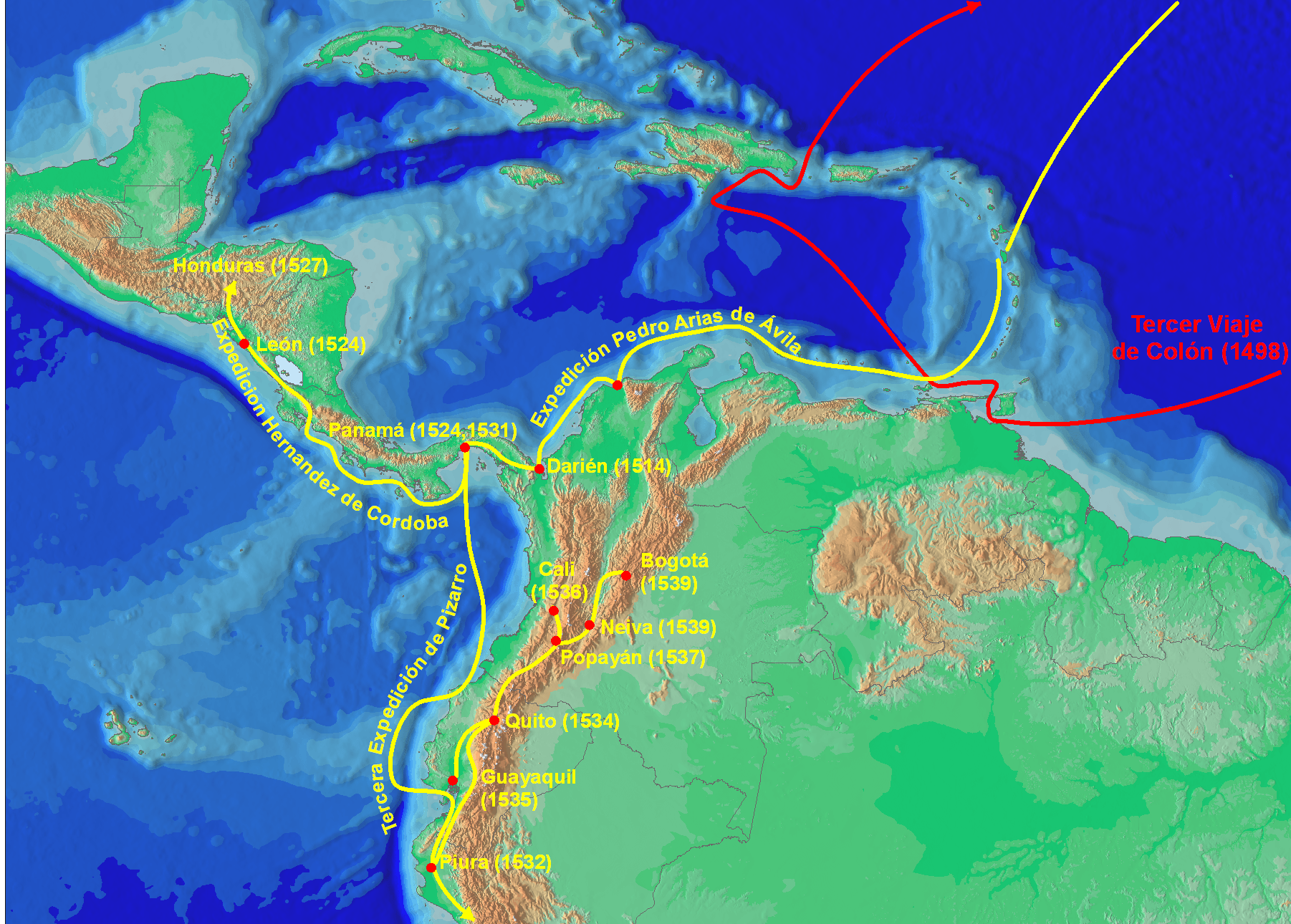
Le conquista a sud compiute da
Sebastián de Belalcázar (1514-1539)
Jorge Robledo
Juan de Ampudia
Gaspar de Rodas
Baltasar Maldonado

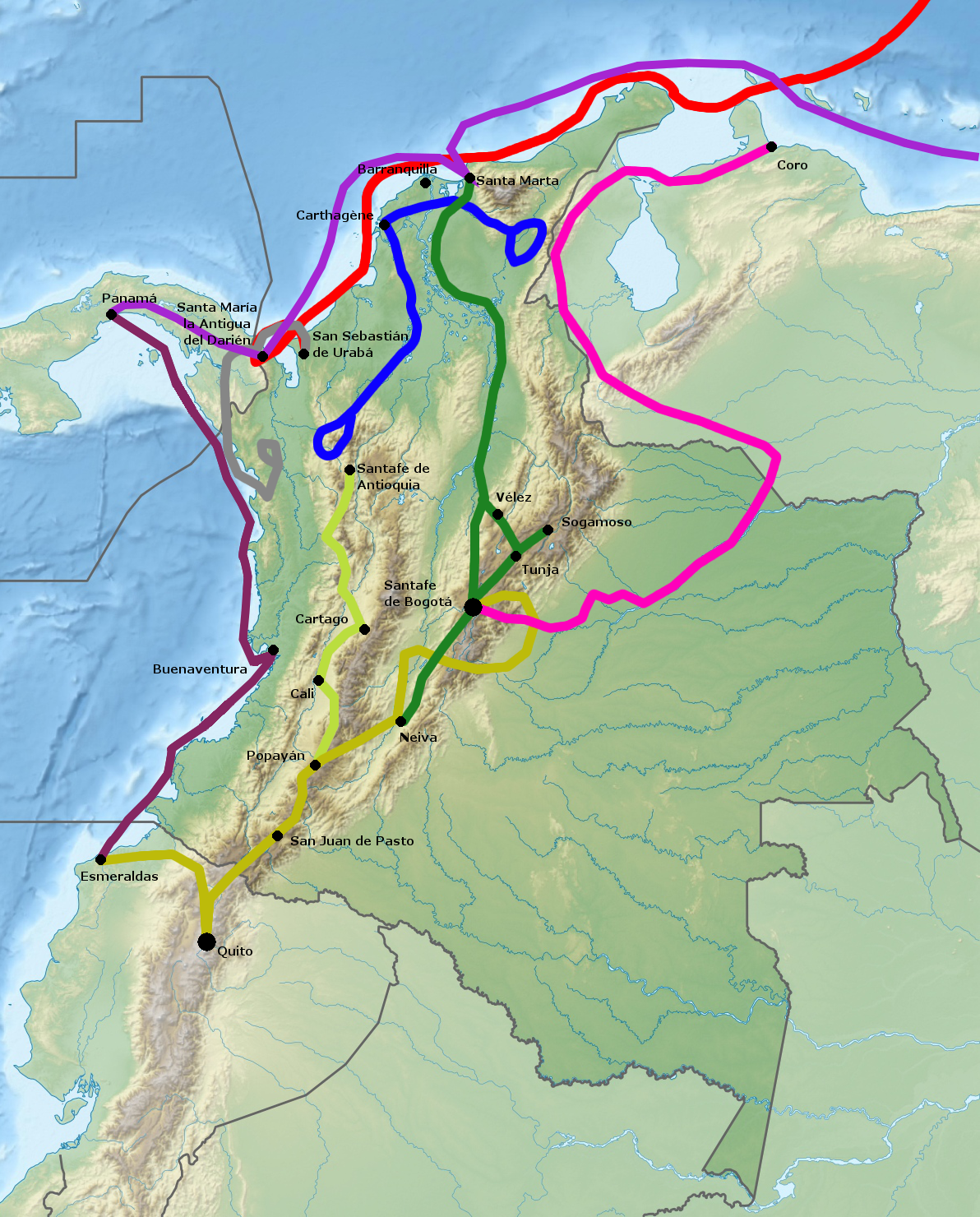
Esplorazione e conquista dei territori della Muisca

### In avanscoperta da Santa Marta ai territori dei Muisca
Circa 800 furono i soldati che lasciarono Santa Marta il 6 aprile 1536, di cui solo 162 sopravvissero quando il gruppo raggiunse Funza, un anno e due settimane dopo. La spedizione da est a sud-ovest venne condotta simultaneamente.
Negli anni della spedizione di De Quesadas, si susseguirono altre due spedizioni principali nel cuore della Colombia; una agli ordini del tedesco Federmann da nord-est, e una guidata dallo spagnolo De Belalcázar da sud.

### 1536: la difficile spedizione nel territorio dei Muisca
I primi gruppi indigeni sottomessi alla Corona spagnola furono i Tairona, i quali abitavano l'area attorno a Santa Marta. Il 6 aprile 1536, spinto dalle storie sulla mitica "città dell'oro" di El Dorado, Gonzalo Jiménez de Quesada organizzò due gruppi di conquistadores da inviare nelle alture interne della Colombia, verso le Ande, e furono questi i primi esploratori europei dell'area. L'esercito dei fratelli De Quesada era composto da più di 700 soldati e 80 cavalli e si recò dapprima a est e poi a sud passando la Sierra Nevada de Santa Marta, e più di 200 uomini si imbarcarono a bordo di navi e risalirono il fiume Magdalena da Ciénaga, alla ricerca della sua fonte. L'esercito di terra era guidato da Gonzalo con Hernán quale secondo in comando. I primi gruppi indigeni incontrati nella regione furono i Chimila. Continuando a sud, le truppe dovettero attraversare le inospitali terre del fiume Ariguaní, perdendo gran parte del proprio equipaggio.
Le difficoltà della spedizione aumentarono quando i conquistatori si spinsero sempre più nell'entroterra. Raggiunto l'insediamento indigeno di Chiriguaná, persero le loro guide autoctone portate dalla costa e impiegarono otto giorni per raggiungere l'area dei laghi di Tamalameque. La popolazione locale, che aveva già sofferto della spedizione del conquistador bavarese Ambrosius Ehinger sei anni prima, si rivoltò per difendersi di fronte a quelli che vennero visti come nuovi invasori, ma vennero sconfitti e sottomessi da De Quesada. Le truppe rimasero nell'area per qualche tempo e Gonzalo inviò una delegazione presso il fiume Magdalena per vedere se il resto del gruppo vi era giunto via fiume. I messaggeri fecero ritorno con la notizia che la maggior parte delle navi si era incagliata presso la foce del Magdalena e che i soldati superstiti erano caduti vittime di frecce avvelenate dei gruppi indigeni locali o erano divenuti prede dei coccodrilli lungo il corso del fiume. Le imbarcazioni restanti avevano fatto ritorno a Cartagena. Ortún Velázquez de Velasco e Luis de Manjarrés si erano recati a Santa Marta per ottenere nuove navi, unendosi alle schiere di De Quesada presso le rive del Magdalena due mesi dopo.

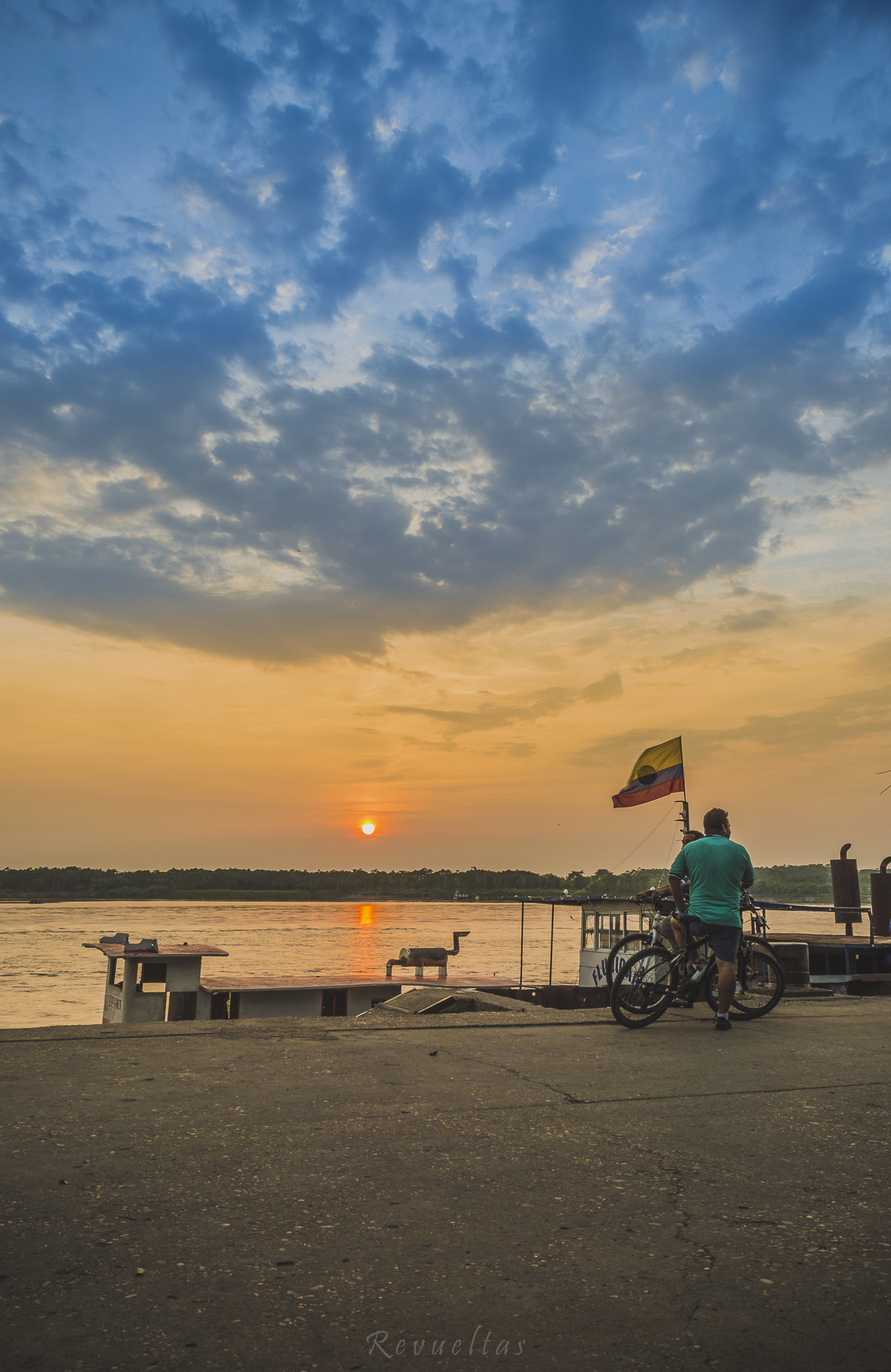
I soldati spagnoli decisero di rimanere circa tre mesi presso l'insediamento di La Tora, sul fiume Magdalena. La città è oggi nota col nome di Barrancabermeja

La parte bassa del fiume Magdalena era abitata da numerosi gruppi indigeni che opposero resistenza ai conquistadores spagnoli con canoe e frecce avvelenate. Questo ridusse il numero delle forze spagnole disponibili, in quanto a Sompallòn giunsero solamente 100 uomini. I due conquistadores che raggiunsero quest'area per primi furono Juan de Sanct Martín e Juan de Céspedes. Molti soldati, demoralizzati, desideravano solo fare ritorno alle loro case a Santa Marta, ma padre Juan Domingo de las Casas li persuase a continuare. La spedizione si divise nuovamente in due, con una parte che risalì il corso del fiume Magdalena, mentre il grosso della spedizione proseguì verso la foresta sulla riva destra del corso d'acqua. Lì si imbatterono in giaguari, cinghiali, serpenti, zanzare, grossi ragni, grigioni e in molte piante velenose. Persino un formichiere attaccò le truppe e quasi uccise un cavallo. Per farsi strada nella giungla intricata, i pionieri si servirono di machete, impiegando ben otto giorni per attraversarla. Durante le pesanti piogge le truppe si ripararono sotto i grandi alberi della foresta cibandosi di frutta per sopravvivere. Molti soldati si ammalarono e morirono anche a causa dei morsi dei serpenti e degli attacchi dei giaguari. Dovettero spesso attraversare a nuoto dei fiumi, dove i caimani rappresentavano un rischio ulteriore. Oltre alle problematiche naturali, l'area era abitata anche da indigeni che attaccarono gli spagnoli con frecce, mazze e canoe. Di notte, quando i soldati dormivano nelle loro tende, correvano il rischio di essere aggrediti dai giaguari.
Dopo otto mesi di orribili esperienze nella giungla dove avanzarono solo di 150 km, le truppe ormai pesantemente fiaccate e ridotte, raggiunsero La Tora, oggi nota come Barrancabermeja. Più semplice da difendere, l'insediamento venne preso come punto di ristoro e le truppe vi rimasero per tre mesi, seppellendo gli oltre 100 morti che erano riusciti a recuperare per evitare che divenissero cibo per coccodrilli. Tormentati dal clima caldo, dalle zanzare e dalle malattie, nonché consci dei pericoli presenti, gli uomini della spedizione decisero comunque di proseguire verso sud. Gonzalo Jiménez de Quesada era convinto che avrebbe raggiunto una terra ricca d'oro della quale aveva sentito parlare sulle coste dei Caraibi, motivando con questa promessa i suoi uomini.
Da Barrancabermeja, le truppe seguirono il corso del fiume Opón, ma ben presto scoprirono che oltre non era navigabile. Gonzalo decise quindi di continuare via terra, dove trovò delle canoe con all'interno delle ceramiche con sale e vestiti di locali. L'evento fu interpretato come il segno che il gruppo si trovava nei pressi di una grande civiltà e ciò motivò tutti a marciare ancora oltre. Gonzalo ordinò a 40 dei suoi uomini più deboli e a 150 soldati di tornare a Santa Marta. La maggior parte di loro cadde vittima degli indigeni lungo la via e solo in pochi tornarono alla città caraibica. I fratelli De Quesada marciarono con 70 cavalli assieme ai conquistadores Juan de Céspedes, Antonio de Lebrija e Alférez Anton de Olalla. Infine trovarono solo una valle con delle case sparse. All'inizio del 1537, dopo aver passato Aguada, la spedizione raggiunse Chipatá, primo insediamento dei Muisca, dove padre Juan Domingo de las Casas tenne la prima messa.
Il clima di Chipatá, a 1 800 metri di altitudine, era più piacevole delle calde valli più basse e del fiume Opón, per cui Gonzalo, insieme ai suoi uomini, decise di rimanervi per cinque mesi per riposarsi e riprendere le forze. I Muisca di Chipatá portarono agli spagnoli nuovi mantelli, dal momento che molti membri della spedizione viaggiavano seminudi. A Chipatá, gli spagnoli assaggiarono per la prima volta la chicha, una bevanda alcolica fermentata dei Muisca.

### 1537, l'anno della conquista dei Muisca

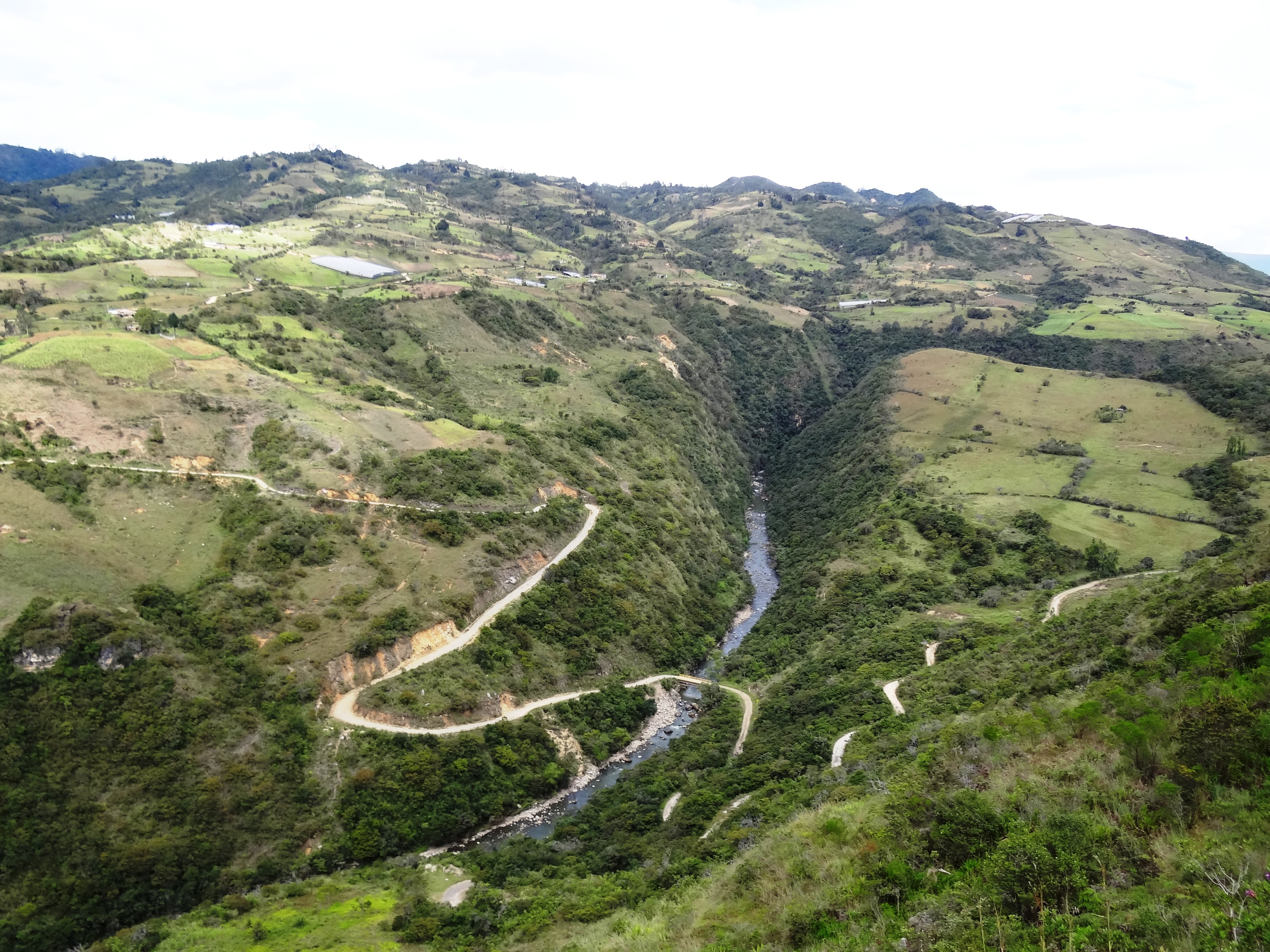
Il confine di Santander e Boyacá, nei pressi di Santa Sofía, venne attraversato nel marzo del 1537 dai conquistadores

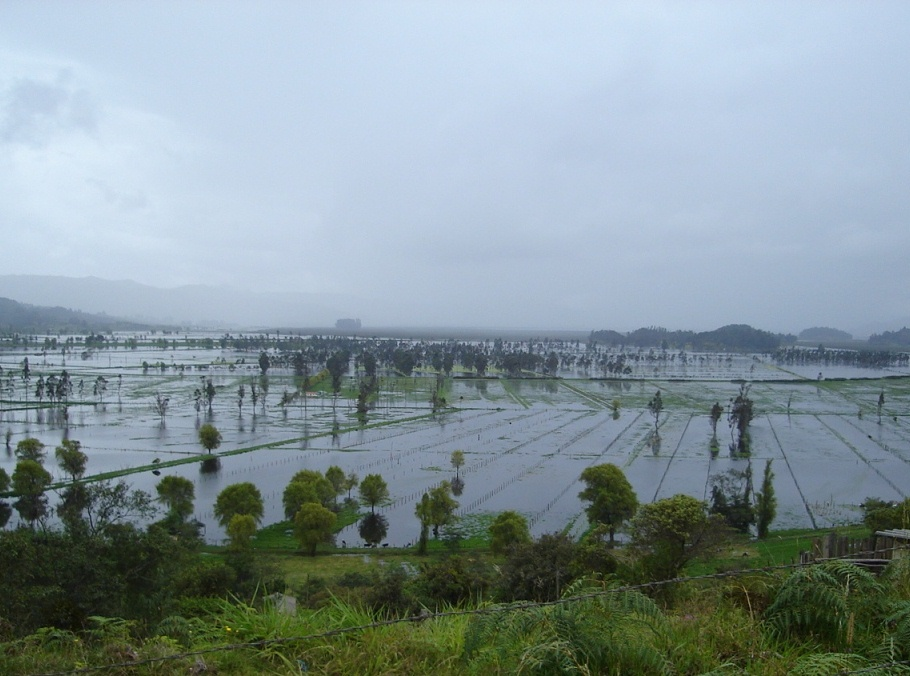
Quando i conquistadores raggiunsero il lago Fúquene nel marzo del 1537, il livello dell'acqua era 10-15 metri più alto di oggi

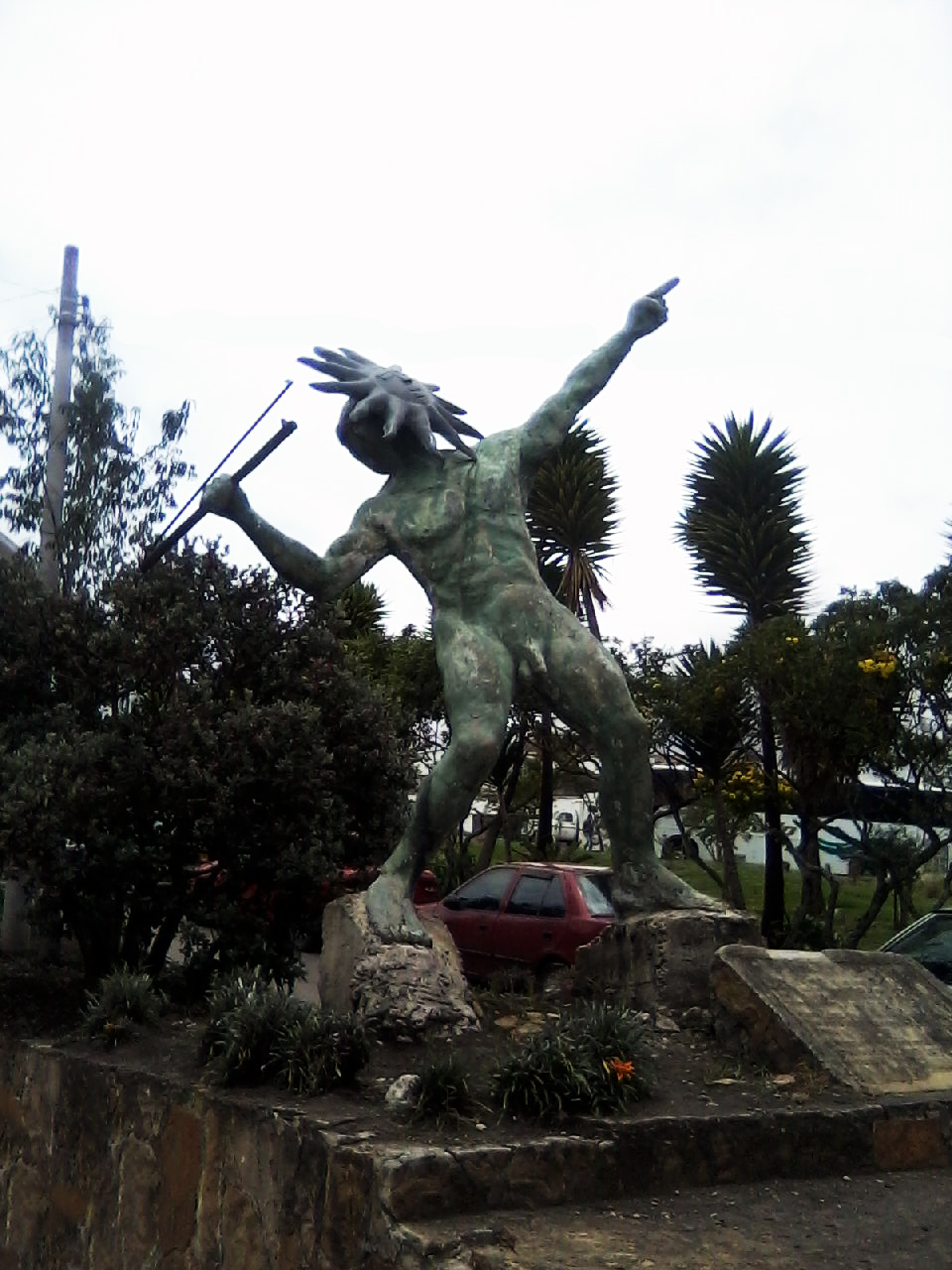
Statua di Goranchacha, figura mitologica del popolo Muisca nel primo insediamento fondato, Guachetá

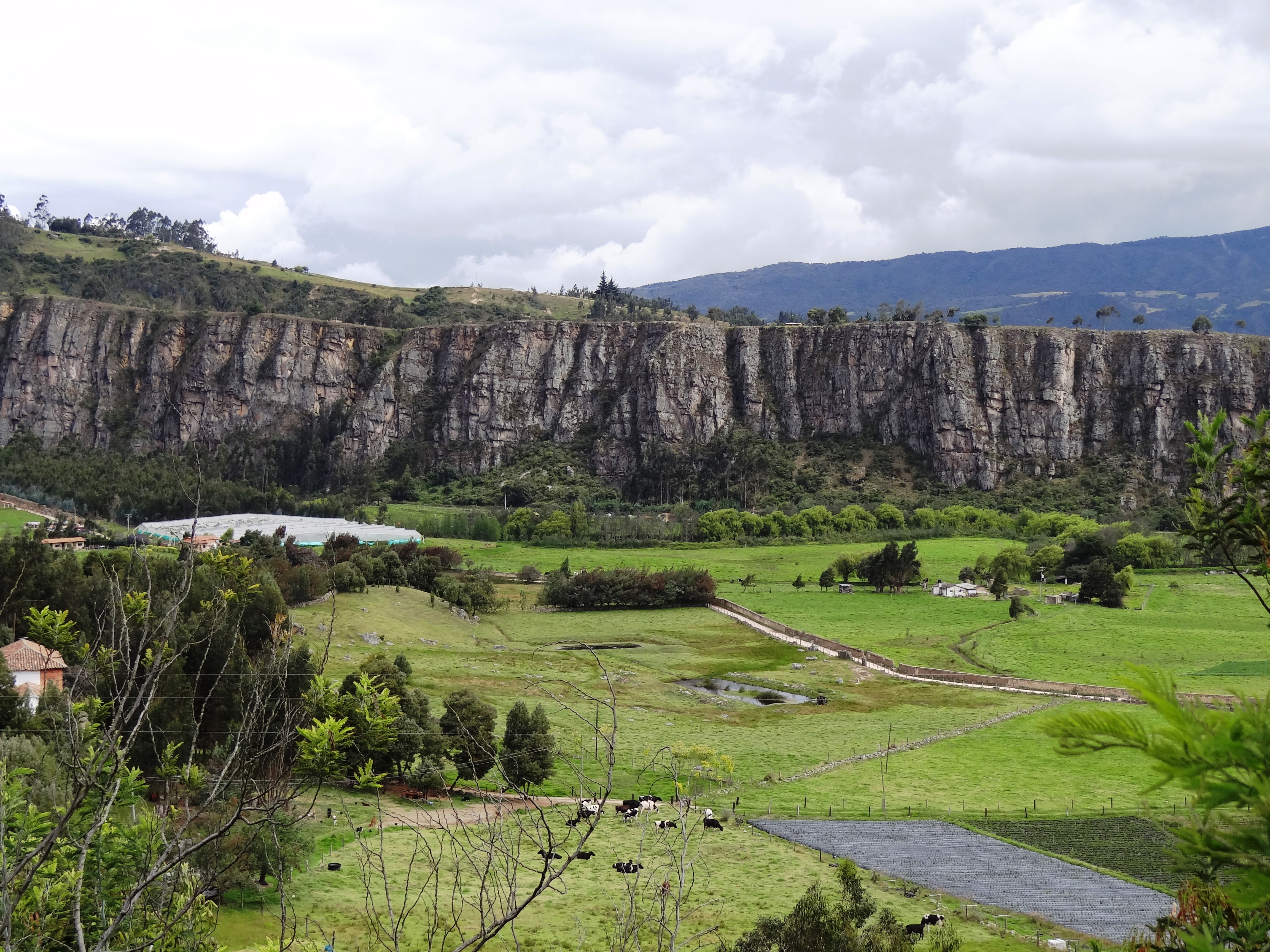
Suesca divenne la sede del quartier generale di Gonzalo Jiménez de Quesada e qui egli morirà nel 1579

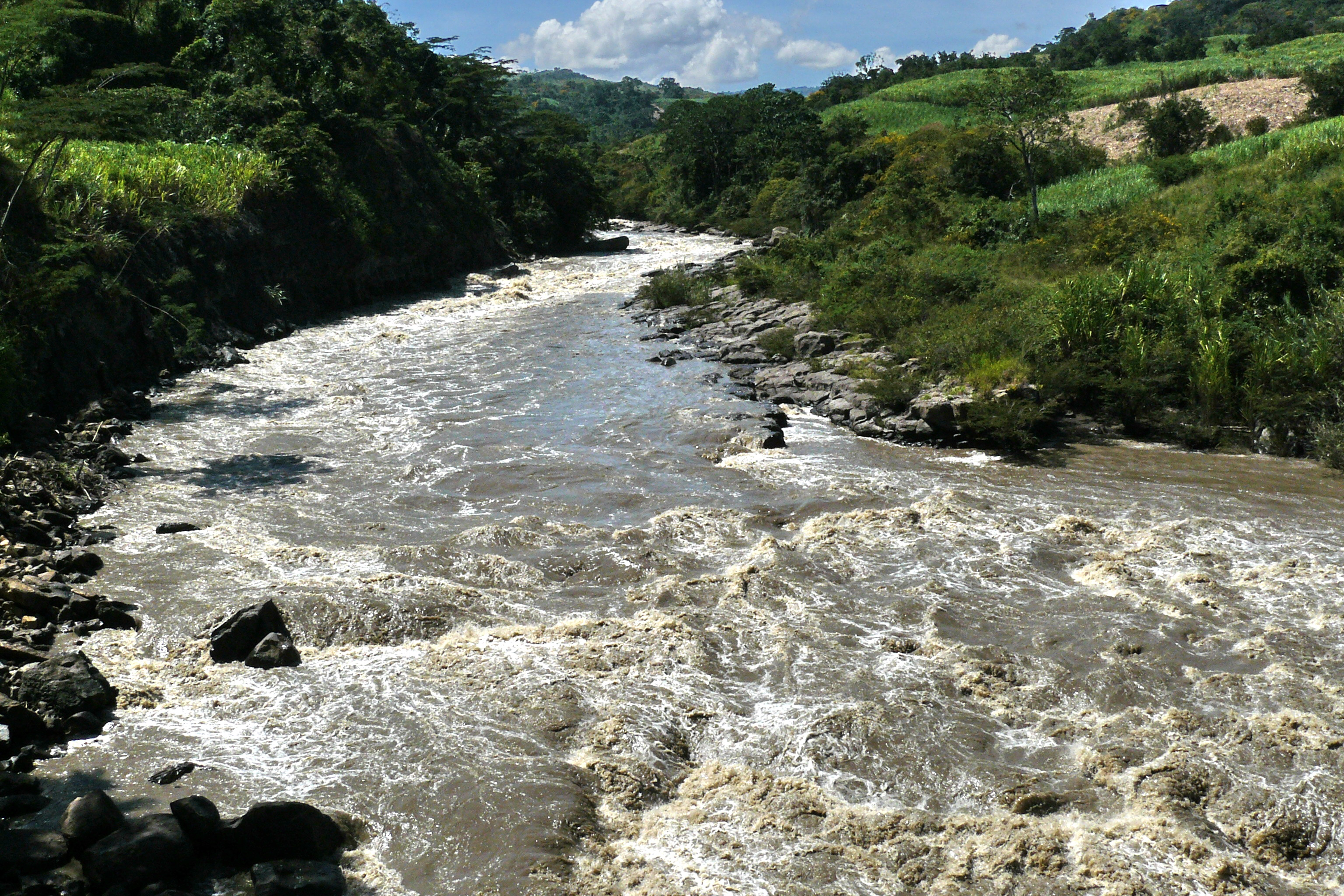
Il fiume Suárez fu il percorso guida della spedizione nella valle di Ubaté-Chiquinquirá da Chipatá attraverso i territori dello zipa Tisquesusa

Chipatá fu il primo insediamento fondato nel Nuovo Regno di Granada, su iniziativa di Gonzalo Jiménez de Quesada l'8 marzo 1537. Poco dopo, le truppe ormai riposate ripresero la via attraverso gli altipiani a sud. A differenza dei gruppi indigeni sparuti incontrati sino a quel momento, avanzando nei territori della Confederazione Muisca gli spagnoli incontrarono una vera e propria civiltà organizzata con una propria società e una propria economia. L'agricoltura dei Muisca impressionò i conquistadores spagnoli e li rese ancora più curiosi di conoscere il capo di questa popolazione. Mentre i Muisca guardavano agli europei con sfiducia, nel contempo erano curiosi di sapere da dove venissero.
I coloni spagnoli, ancora a 150 km dalla capitale Muisca di Bacatá, continuarono a sud raggiungendo l'Altiplano Cundiboyacense, dove marciarono attraverso la valle di Ubaté-Chiquinquirá, passando attraverso Barbosa, presso Saboyá. Quel villaggio divenne poi la prima encomienda di Pedro de Galeano, fratello di Martín Galeano, entrambi parte della spedizione. Saboyá significava in lingua chibcha "Luogo dei mantelli", in riferimento alle tessiture locali specializzate nella produzione di mantelli in cotone. Seguendo il corso del fiume Suárez, l'armata continuò a sud verso Simijaca, il primo insediamento del moderno dipartimento di Cundinamarca. Le truppe rimasero sulla riva est del fiume e raggiunsero il lago Fúquene, attualmente più piccolo di come si presentava dopo il 1530. Si stima che i livelli delle acque fossero 10-15 metri più elevati rispetto alle soglie attuali.
I caciques degli insediamenti di Simijaca, Fúquene e Tausa, erano leali allo zipa di Bacatá e i conquistadores incominciarono a interessarsi sempre più all'area e alle sue ricchezze. Dopo Fúquene, il gruppo entrò a Guachetá e vi fondò una città moderna il 12 marzo 1537, proseguendo poi verso Lenguazaque, fondata il giorno successivo, e giungendo infine a Suesca, fondandovi la città il 14 marzo 1537. Suesca divenne la prima sede del quartier generale di Gonzalo Jiménez, nonché luogo della sua morte 42 anni dopo. Dopo Suesca, la spedizione entrò a Nemocón, la seconda città per produzione di sale nell'area della Confederazione. Quando le truppe di De Quesada giunsero a Nemocón, gli abitanti locali portarono loro del cibo tra cui cervi, piccioni, conigli, porcellini d'India, fagioli, tuberi e altri alimenti perlopiù nuovi per gli spagnoli. Quando le truppe di De Quesada si trovavano a Nemocón, vennero attaccate per la prima volta dai Muisca dello zipa.
I soldati spagnoli sconfissero i guerrieri Muisca e continuarono a sudovest nella savana di Bogotá verso Cajicá. Qui ebbero modo di notare gli accorgimenti agricoli adottati dai Muisca che coltivavano per terrazzamenti. Le valli intermontane erano popolate da numerosi bohíos, case circolari con tetto conico di canne. Il clima degli altipiani si dimostrò piacevole per le truppe spagnole, per cui Gonzalo Jiménez de Quesada battezzò quell'area Valle de los Alcázares. La spedizione si fermò a Chía dove il gruppo trascorse la Settimana Santa. Dopo quella settimana, nell'aprile del 1537, De Quesada ordinò ai suoi uomini di tornare a Funza, sito del dominio dello zipa. Sebbene l'armata dei fratelli De Quesada fosse ridotta a soli 170 uomini, le centinaia di guerrieri guecha non riuscirono a resistere alle armi superiori degli spagnoli, per cui vennero sconfitti. Nel frattempo, lo zipa Tisquesusa inviò dei messaggeri ai caciques nella Confederazione Muisca per informarli dell'arrivo di uomini dalla pelle bianca e pesantemente armati. I caciques consideravano però gli invasori come degli dei e non osarono attaccarli. Funza venne conquistata il 20 aprile 1537. Dei più dei 900 soldati che avevano lasciato Santa Marta l'anno prima, solo 162 erano giunti a destinazione.

### Aprile 1537: la conquista di Bacatá

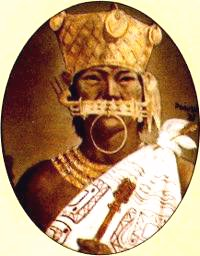
Il capotribù dei Muisca della savana di Bogotá era Tisquesusa, il quale venne ucciso da uno dei soldati della spedizione, aprendo così il suo regno agli spagnoli che fondarono la nuova capitale, Bogotá

L'arrivo dei conquistatori spagnoli venne rivelato a Tisquesusa dal mohan Popón, del villaggio di Ubaque. Questi riferì al regnante dei Muisca che gli stranieri stavano arrivando e Tisquesusa rispose che sarebbe morto «bagnandosi nel suo stesso sangue». Quando Tisquesusa venne informato dell'avanzata degli invasori spagnoli, inviò delle spie presso Suesca per avere ulteriori informazioni sulla forza del loro esercito, sulle loro armi e per trovare un modo per batterli. Lo zipa lasciò la capitale Bacatá e si portò a Nemocón da dove diresse le proprie truppe.
Quando Tisquesusa venne costretto a ritirarsi nel suo forte di Cajicá, disse ai suoi uomini di non essere in grado di controbattere alle armi dei nemici che producevano «tuoni e fulmini». Scelse di tornare quindi a Bacatá e ordinò di evacuare la capitale, lasciando il sito abbandonato all'arrivo degli spagnoli. I conquistadores si posero alla ricerca del re dei Muisca e si recarono a nord dove trovarono Tisquesusa nei pressi di Facatativá, attaccandolo nella notte. Tisquesusa venne ferito per mano di uno dei soldati di De Quesada, il quale lo colpì con la propria spada senza sapere che si trattava dello zipa, e catturandone anche il costoso mantello. Malgrado in condizioni precarie, il sovrano autoctono riuscì a fuggire nelle montagne presso Facatativá, a ovest della savana di Bogotá, ma morì poco dopo per via della grave entità delle ferite riportate. Il suo corpo venne scoperto solo l'anno dopo, in quanto degli avvoltoi continuavano a compiere dei larghi cerchi sopra alle sue spoglie. Con la morte di Tisquesusa, suo figlio Hama e sua figlia Machinza, come pure la sorella dello zipa Usaca, si recarono in un insediamento locale per continuare la resistenza, ma successivamente si arresero.

### Maggio-agosto 1537: verso Funza attraverso la valle del Tenza

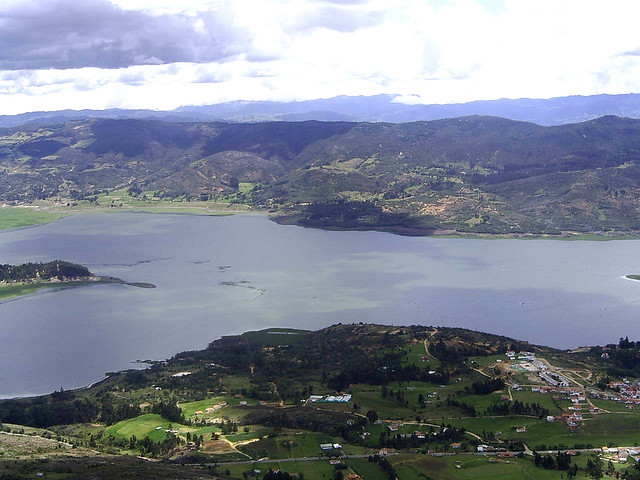
Quando gli spagnoli passarono attraverso la valle di Guatavita, vi erano dei piccoli laghi che punteggiavano il panorama dell'attuale altopiano cundiboyacense

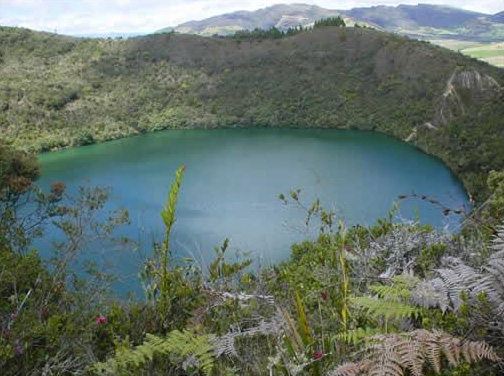
Alla fine di maggio del 1537, Gonzalo Jiménez de Quesada alla fine trovò il famoso El Dorado, ma non trovò l'oro sperato per tanti anni

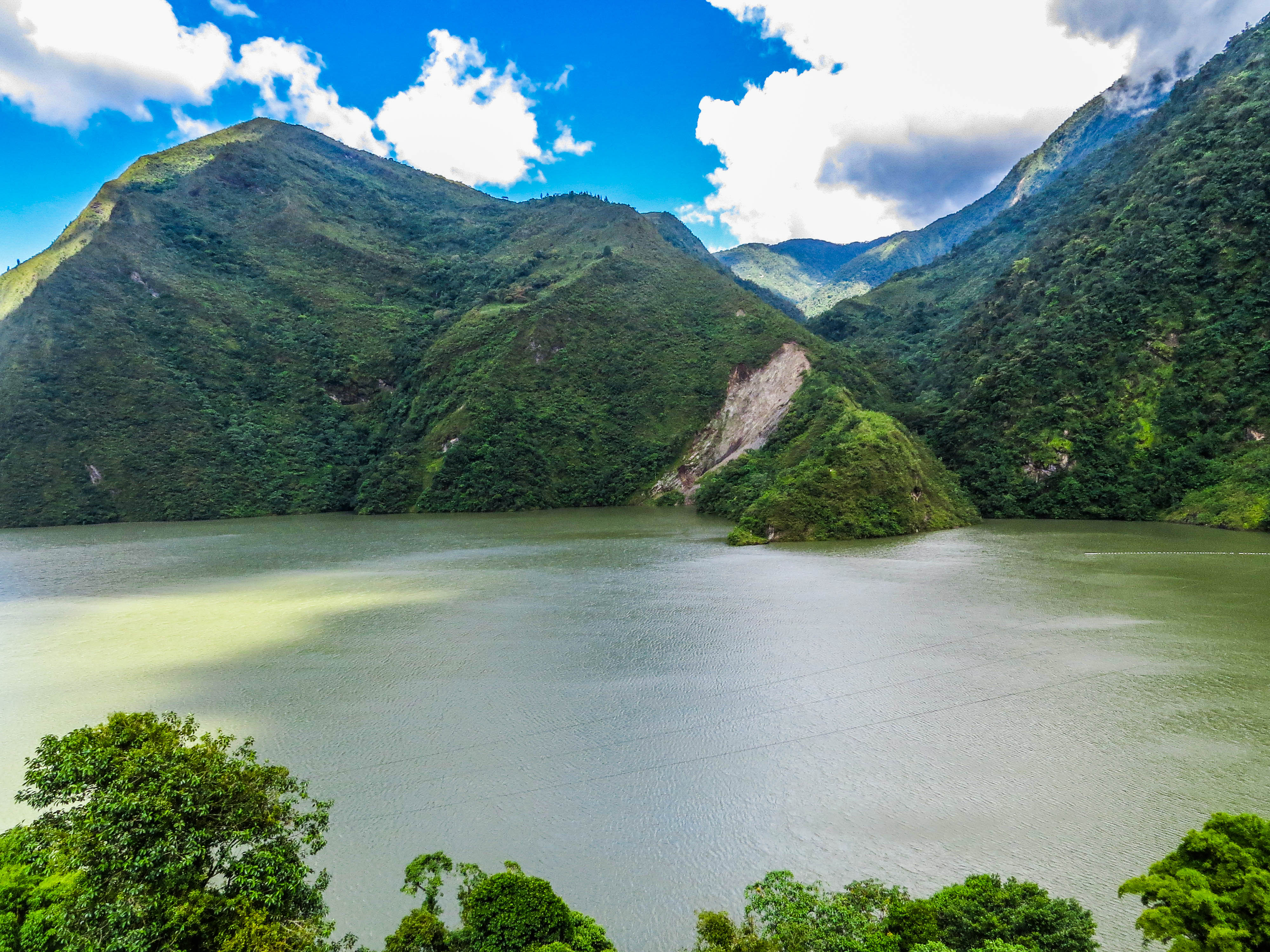
Presso il lago Chivor nel luglio del 1537 De Quesada riuscì infine a trovare molti smeraldi preziosi

Quando Gonzalo Jiménez de Quesada scoprì che i caciques locali stavano cospirando contro di lui, inviò diverse spedizioni sul posto. Il suo capitano, Juan de Céspedes, si recò verso sud per conquistare Fusagasugá e fondò Pasca il 15 luglio 1537. Hernán venne inviato a nord e Gonzalo stesso si recò a nordest alla ricerca del mitico El Dorado. Non trovò città d'oro come si aspettava, ma al contrario reperì moltissimi smeraldi presso Chivor e Somondoco. La prima fondazione fu il villaggio di Engativá, oggi assorbito da Bogotà, il 22 maggio 1537. Passando da Suba, Chía, Cajicá, Tocancipá, Gachancipá, Guatavita e Sesquilé, il gruppo giunse a Chocontá, fondando la città moderna il 9 giugno 1537 di quell'anno. Il gruppo si recò poi a est nella valle di Tenza attraversando Machetá, Tibiritá, Guateque, Sutatenza e Tenza. Il 24 giugno 1537, Hernán fondò Sutatausa. Gonzalo continuò a nord-ovest attraverso La Capilla e Úmbita, raggiungendo la località che sarebbe stata poi battezzata e abitata con il nome di Turmequé il 20 luglio 1537.

### Agosto 1537: la conquista di Hunza
Nell'agosto del 1537 Gonzalo Jiménez de Quesada entrò nei territori dello zaque di Hunza. Quando i conquistatori spagnoli raggiunsero i dintorni di Hunza, trovarono una collina con dei pali da cui penzolavano dei corpi e la ridenominarono Cerro de la Horca ("collina della forca"). Al tempo della conquista, c era il zaque e fu lui a ordinare ai suoi uomini di non sottomettersi agli invasori stranieri. Inviò dei messaggeri ai conquistadores spagnoli con offerte di pace. Mentre ciò accadeva, Quemuenchatocha aveva nascosto i suoi tesori agli spagnoli. Hunza era collocata in una valle simile alla savana di Bogotá. Il vantaggio delle armi da fuoco spagnole fu fondamentale per la vittoria sui guerrieri Muisca.
Una volta che Gonzalo arrivò al palazzo di Quemuenchatocha, trovò il governante Muisca seduto sul suo trono e circondato dai suoi amici più fidati. Tutti erano vestiti con gli abiti migliori e portavano corone d'oro sul capo. Il 20 agosto 1537, gli spagnoli sconfissero lo zaque e lo costrinsero alla prigionia a Suesca. Qui venne torturato dagli spagnoli, i quali speravano di strappargli informazioni sulle ricchezze da lui nascoste. L'assenza di Quemuenchatocha spianò la strada a suo nipote Aquiminzaque per succedergli come regnante dei Muisca del nord, una pratica comune nella società locale. Quando Quemuenchatocha venne infine rilasciato dalla prigionia a Suesca, si recò a Ramiriquí, dove morì poco dopo. I soldati spagnoli trovarono oro, smeraldi, argento, mantelli preziosi e altri oggetti di valore a Tunja, ma non furono in grado di appropriarsi di tutti i beni, in quanto molti vennero nascosti dagli stessi Muisca nelle colline vicine.

### Settembre 1537: la conquista di Sugamuxi

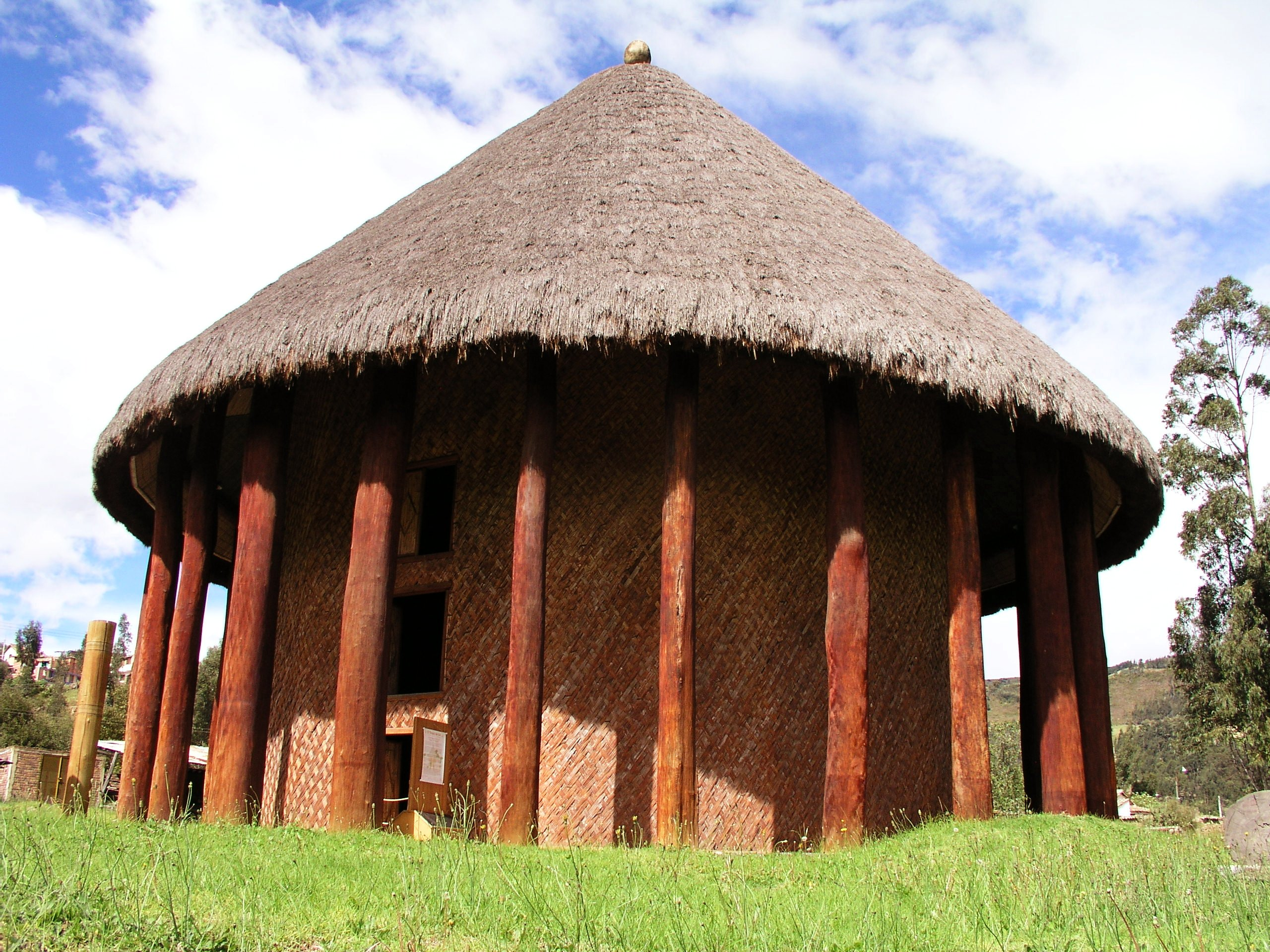
Il Tempio del Sole nella città sacra di Sugamuxi era il santuario principale della cultura Muisca in onore alla loro divinità principale. Distrutta da un incendio accidentale in una notte da due soldati dell'armata di Gonzalo Jiménez de Quesada, la struttura è oggi stata ricostruita da un gruppo di archeologi del museo di Sogamoso

Dopo la vittoria di Gonzalo de Quesada sull'importante città di Hunza, egli continuò con alcuni dei suoi uomini verso Suamox, la Città Sacra del Sole, governata dall'iraca Sugamuxi. Il Tempio del Sole, costruito in onore del dio del sole Sué, una delle due principali divinità della religione Muisca, traboccava d'oro, smeraldi, preziose vesti e di mummie. Nel suo percorso verso Suamox, attualmente chiamata Sogamoso, le truppe trascorsero la notte a Paipa. Il 25 agosto 1537 (altre fonti dicono ai primi di settembre) le truppe giunsero nella valle dell'Iraca presso Suamox. Mentre Gonzalo Jiménez de Quesada ordinò ai suoi uomini di lasciare il Tempio del Sole, due dei suoi soldati entrarono di notte nel tempio e trovarono delle mummie sedute su piattaforme sopraelevate all'interno. Il tempio era realizzato con pali e tavole di legno e quando le loro torce accidentalmente appiccarono fuoco alla struttura, ne conseguì un incendio disastroso. I conquistadores avevano già razziato a ogni modo il tempio privandolo di circa 300 kg d'oro del valore di 80 000 ducati dell'epoca, senza contare gli smeraldi, gli abiti preziosi.

### 1537-1538: la conquista della savana di Bogotá

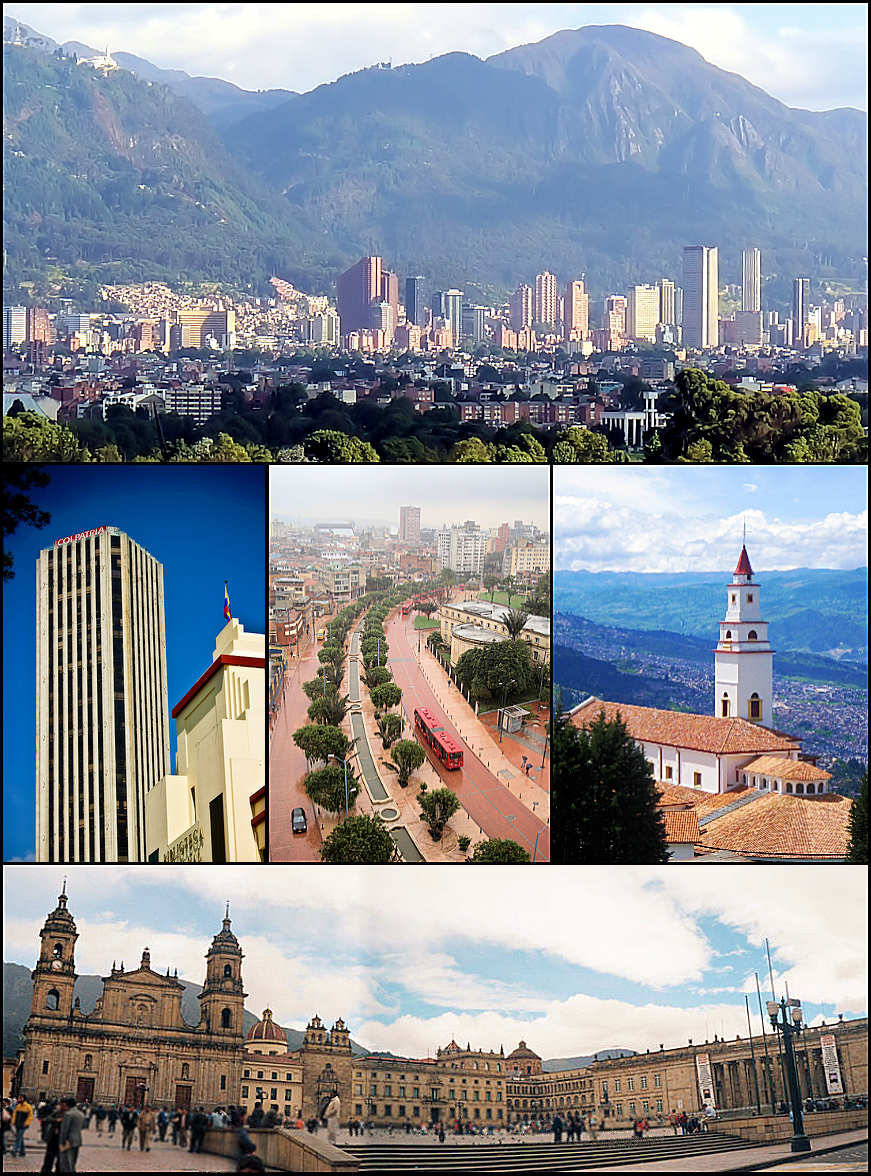
Bogotá, chiamata in origine Bacatá, è la più grande città dell'attuale Colombia e la capitale più alta del mondo, posta a 2500 metri di altitudine

All'inizio del 1538, quando le truppe erano ormai esauste dopo quasi due anni, i soldati chiesero il pagamento dei loro sforzi. De Quesada divise quanto conquistato tra i suoi uomini; 40 000 pezzi d'oro, 562 smeraldi e dei tumbaga (degli oggetti in lega di metallo oro-rame-argento). I fanti ricevettero 520 pezzi d'oro ciascuno, i cavalieri il doppio, i capitani 2 080 pezzi, i generali 3 640 e alcuni premi extra vennero concessi ai soldati maggiormente distintisi. Vennero celebrate delle messe in onore dei soldati defunti durante la campagna e parte del tesoro venne affidato a Juan de las Casas. De Quesada fu tutt'altro che compiaciuto di ricevere la notizia che un altro gruppo di conquistadores stava avanzando da est, guidato da Nikolaus Federmann, proveniente dal Venezuela. Un altro gruppo di conquistatori, comandato da Sebastián de Belalcázar, si stava muovendo da sud, da Quito. Gonzalo inviò Hernán a incontrare il gruppo a sud che, nel frattempo, aveva attraversato la calda valle della Neiva.

### 6 agosto 1538: la fondazione di Bogotá
Un anno e mezzo dopo la vittoria dei conquistadores su Tisquesusa, nell'area di Teusaquillo, venne fondata la moderna capitale della Colombia. Anche se alcuni storici collocano la data di fondazione al 27 aprile 1539, secondo la tradizione l'evento avvenne il 6 agosto 1538. La fondazione venne compiuta con la costruzione di 12 case di canne intrecciate a simboleggiare i Dodici Apostoli o le dodici tribù della Giudea, e la costruzione di una primitiva chiesa, anch'essa di canne. Padre Juan de las Casas celebrò qui la prima sua messa nella nuova città. L'insediamento venne denominato Santafé de Bogotà, combinando la città spagnola di Santa Fe con il nome della capitale in lingua Muisca, Bacatá, che significava "Chiusura dei campi". Il territorio di cui la città venne messa a capo, come parte dell'Impero spagnolo, venne chiamato Nuovo Regno di Granada, in quanto Granada era stata il luogo di nascita dei due fratelli De Quesada, in Andalusia.

## Successive spedizioni di conquista

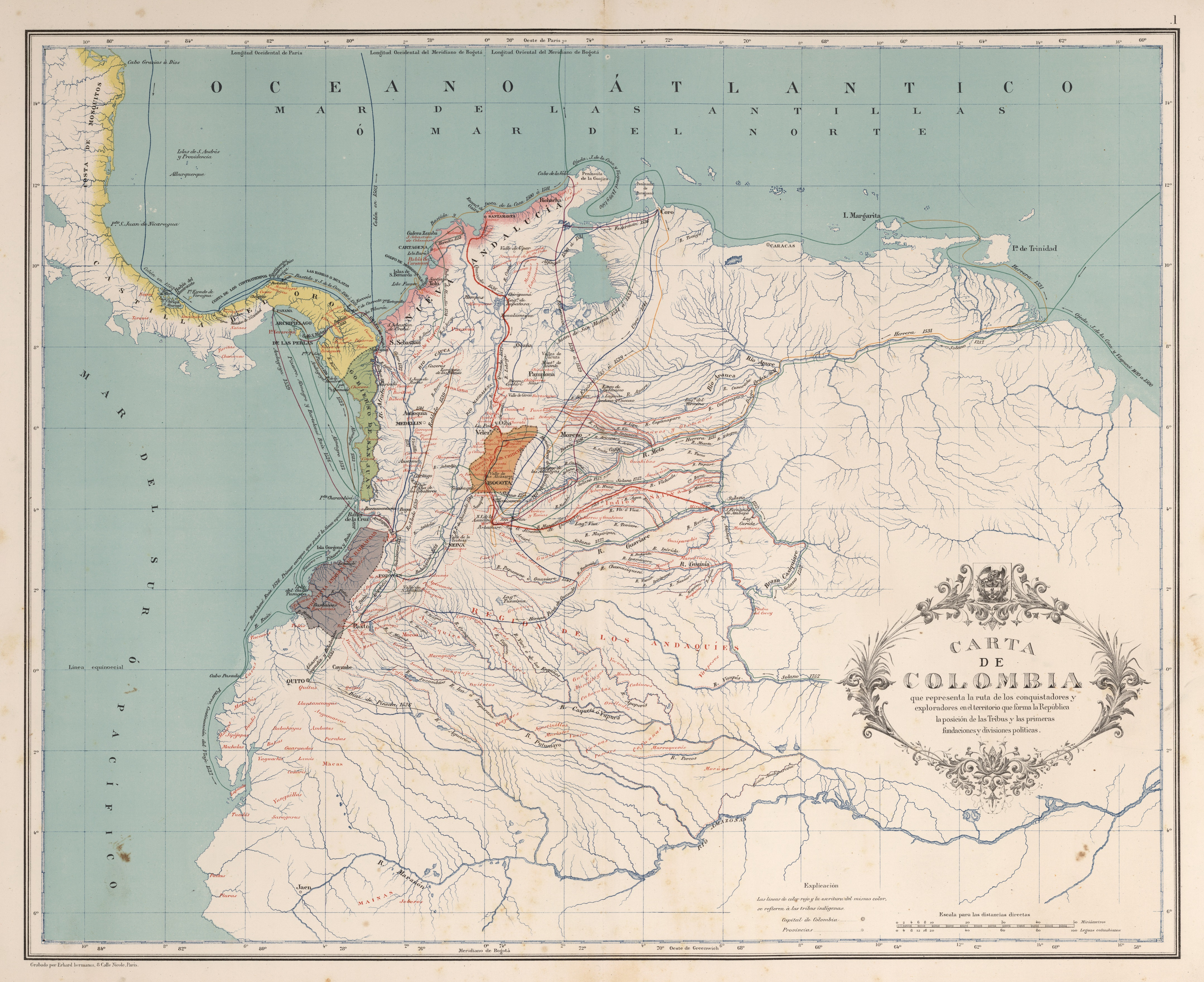
Le manovre di conquista spagnole in Colombia; la confederazione Muisca è indicata in arancione. Cartina realizzata da Agustín Codazzi, 1890

### 1538: la battaglia di Tocarema e le ulteriori conquiste

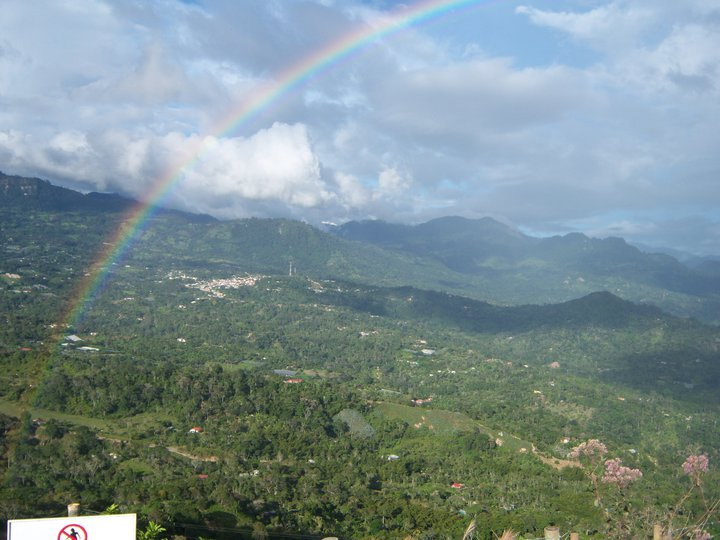
La battaglia di Tocarema venne combattuta in questa valle a ovest della savana di Bogotà, dove i Panche si trovarono soli contro 50 soldati spagnoli e 30000 guerrieri guecha dello zipa Sagipa

Dopo le spedizioni nei territori dei Muisca e a nord, sottomettendo gli Hunza e i Sugamuxi, e con la fondazione di Bogotà, vennero organizzate ulteriori spedizioni. Gonzalo Jiménez de Quesada si recò personalmente a ovest e sottomise i Panche nella battaglia di Tocarema, combattuta il 20 agosto 1538, attualmente parte del territorio di Cachipay. In questa battaglia, gli spagnoli si allearono con Sagipa, l'ultimo zipa locale. De Quesada con soli 50 soldati spagnoli e un numero imprecisato di guerrieri guecha riuscirono a battere i Panche il 20 agosto 1538 e celebrarono subito dopo la loro vittoria.
Sagipa venne a ogni modo arrestato poco dopo dagli spagnoli con l'accusa di amministrare senza alcuna autorità dei territori che ormai appartenevano all'impero spagnolo. Gli spagnoli chiesero inoltre dove fosse l'oro di Tisquesusa, ma Sagipa all'inizio negò di saperlo. Quando Sagipa seppe che i Muisca avevano perso la fiducia nel loro stesso comandante, si arrese volontariamente a de Quesada. Oltraggiato comunque dal rifiuto opposto da Sagipa, questi venne torturato con ferri arroventati. All'inizio del 1539 l'ultimo zipa morì all'accampamento spagnolo di Bosa per i tormenti subiti per opera degli spagnoli.

### Aprile 1539: il ritorno in Spagna di Gonzalo, Sebastián e Nikolaus

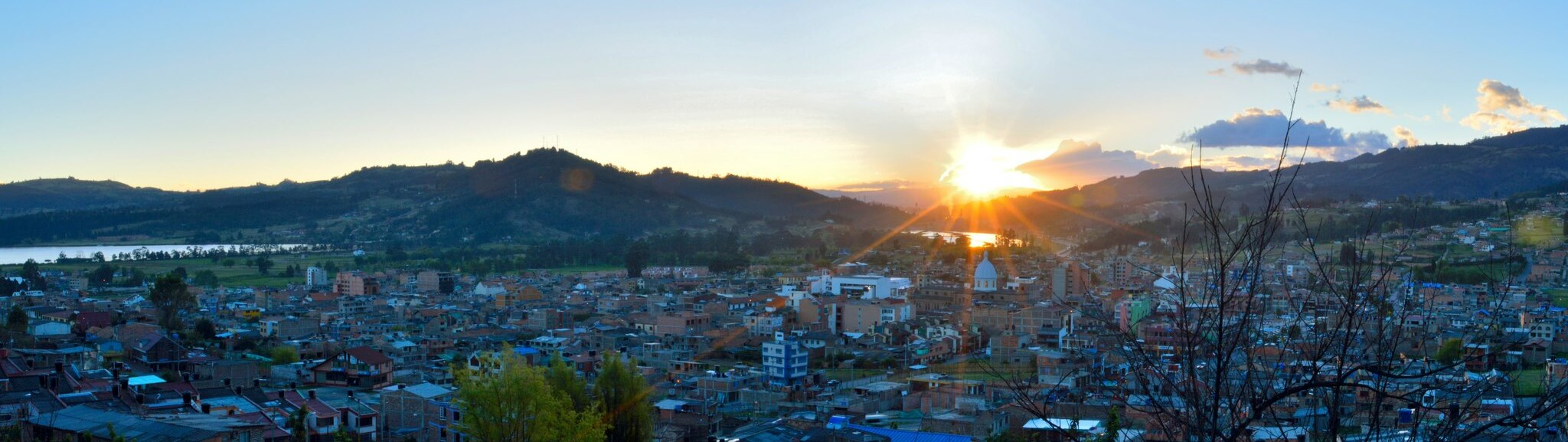
Paipa, ancora oggi è circondata dall'acqua ed era una nota località per la presenza di acque termali

I tre comandanti delle spedizioni di conquista, Gonzalo de Quesada, Nikolaus Federmann (in spagnolo chiamato De Federmán) e Sebastián de Belalcázar, si incontrarono infine nella località di Bosa e si accordarono per tornare tutti e tre in Spagna e chiedere un pagamento per gli sforzi compiuti in favore della Corona spagnola e a suo nome. Gonzalo assegnò Hernán alla carica di governatore ad interim del Nuovo Regno di Granada e scelse il primo sindaco e il primo consiglio comunale della capitale. il cappellano della squadra di Federmann, Juan Verdejo, venne nominato primo parroco. Il grosso dei soldati della spedizione di Federmann e di quella di De Belalcázar decisero di rimanere a Bogotà, rinforzando le truppe ridottesi della squadra di De Quesada. Senza aver trovato il mitico El Dorado, tre anni dopo la sua partenza da Santa Marta, e metà del maggio del 1539, Gonzalo Jiménez de Quesada fece ritorno verso la costa caraibica per salpare alla volta della Spagna da Cartagena. Dopo aver scritto un libro sulla sua conquista di territori sottomessi, Epítome de la conquista del Nuevo Reino de Granada tra il 1548 e il 1559, Gonzalo Jiménez de Quesada tornerà nel Nuovo Regno di Granada solo nella seconda metà del XVI secolo per proseguire la sua ricerca di El Dorado presso gli attuali dipartimenti di Huila e Tolima. Gonzalo de Quesada morì a Suesca nel 1579.
Prima di imbarcarsi su una barca che li avrebbe portati a Cartagena lungo il corso del fiume Madgalena, i tre conquistadores fondarono congiuntamente l'insediamento di Guataquí il 6 aprile 1539.

### 1539: la sottomissione di Tundama

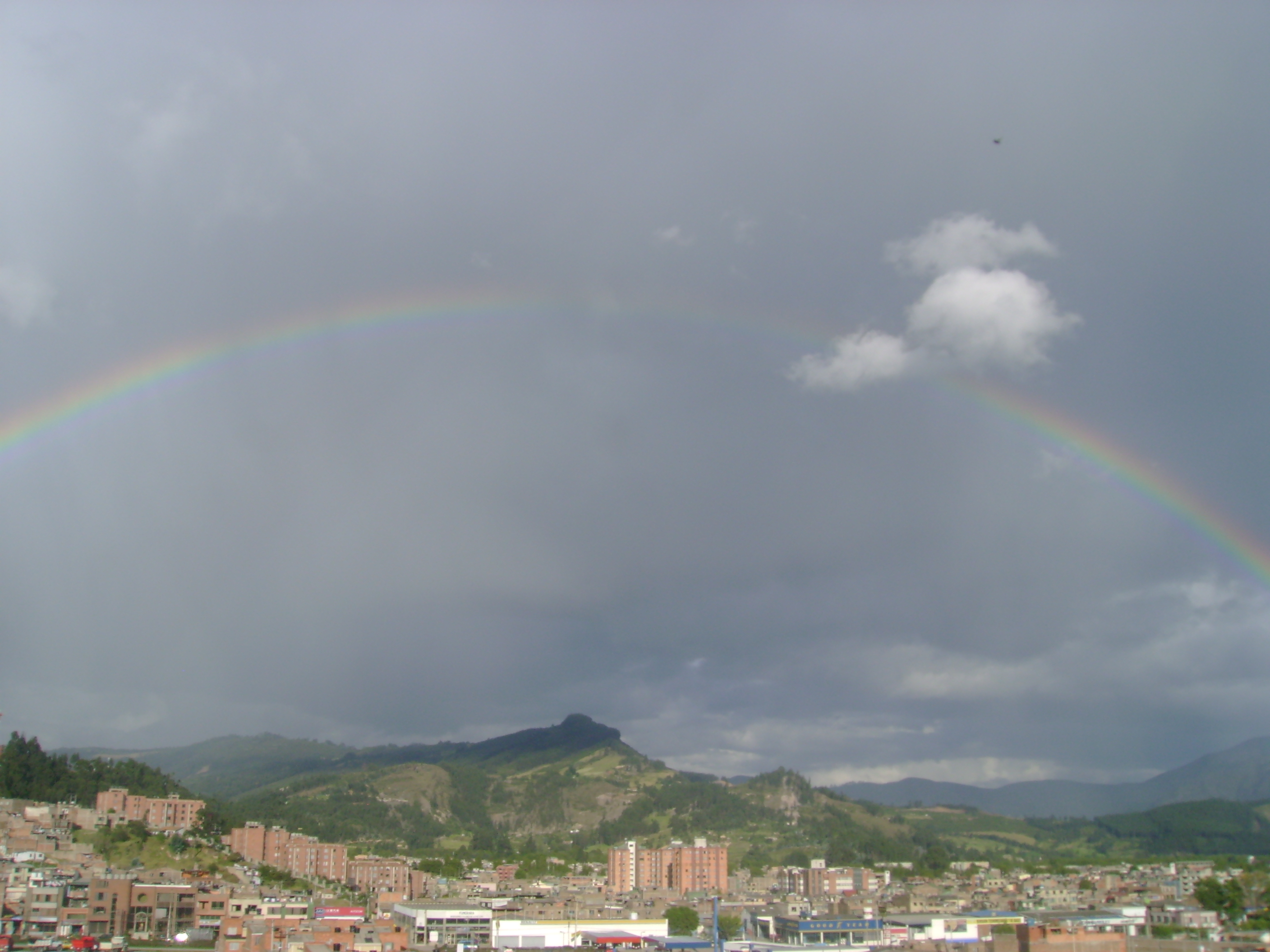
Tundama e la sua popolazione abitavano le colline attorno al vecchio lago nella valle dell'attuale città di Duitama.
Il dio Cuchavira, ovvero dell'arcobaleno, appare sopra alla città

Tundama, che governava la parte più settentrionale della confederazione Muisca da un'isola nell'allora lago che circondava la città di Tundama, aveva ricevuto già la notizia dell'incendio che aveva colpito il Tempio del Sole due anni prima e poi della sottomissione dei Panche, dei Guane e di altre tribù di guerrieri guecha agli invasori spagnoli. Quando uno dei suoi guerrieri gli suggerì che la resa era la miglior opzione per il suo popolo, Tundama gli fece tagliare le orecchie e la mano sinistra. Il cacique dichiarò "guerra a morte" contro gli spagnoli e radunò un esercito di 10 000 guerrieri guecha. Per cercare di convincere i conquistadores, al contempo, inviò una delegazione con smeraldi, oro, mantelli preziosi e altri beni da offrire agli spagnoli, promettendo che in caso di resa pacifica Tundama ne avrebbe offerti otto volte tanto. In realtà questo era solo un escamotage per prendere tempo mentre Tundama nascondeva i suoi tesori e si preparava alla difesa della sua città.
Il 15 dicembre 1539, un altro capitano spagnolo proveniente da sud dopo aver conquistato il Perù e il regno di Quito come parte della spedizione di De Belalcázar, Baltasar Maldonado, entrò nei territori di Tundama che avanzò la proposta di una sottomissione pacifica. Tundama, informato del fatto che gli spagnoli avevano ucciso lo zipa Tisquesusa e lo zaque Quemuenchatocha, non accettò, per cui Maldonado attaccò la città di Tundama con la sua armata, nel luogo dove 280 anni dopo combatterà la battaglia della palude di Vargas il celebre liberatore Simón Bolívar. Maldonado, rafforzato da 2 000 yanakunas, riuscì a sottomettere il nemico grazie anche alle informazioni rivelate da quel guerriero che era stato mutilato da Tundama. Gli spagnoli si avvalsero inoltre di armi superiori e della cavalleria per battere il nemico. Vedendo la situazione ormai disperata, Tundama fuggì a Cerinza per allearsi col cacique locale e prepararsi a un nuovo attacco degli spagnoli, perdendo anche in questo caso. I caciques della parte nord convinsero Tundama a non combattere più e ad arrendersi agli spagnoli. Maldonado richiese notevoli quantità d'oro e smeraldi per ripagare gli spagnoli delle perdite subite. Pur avendo ricevuto già molto, Maldonado riteneva che questo pagamento non fosse sufficiente e prima della fine dell'anno uccise personalmente Tundama con un grande martello.

## Conseguenze: il primo periodo coloniale

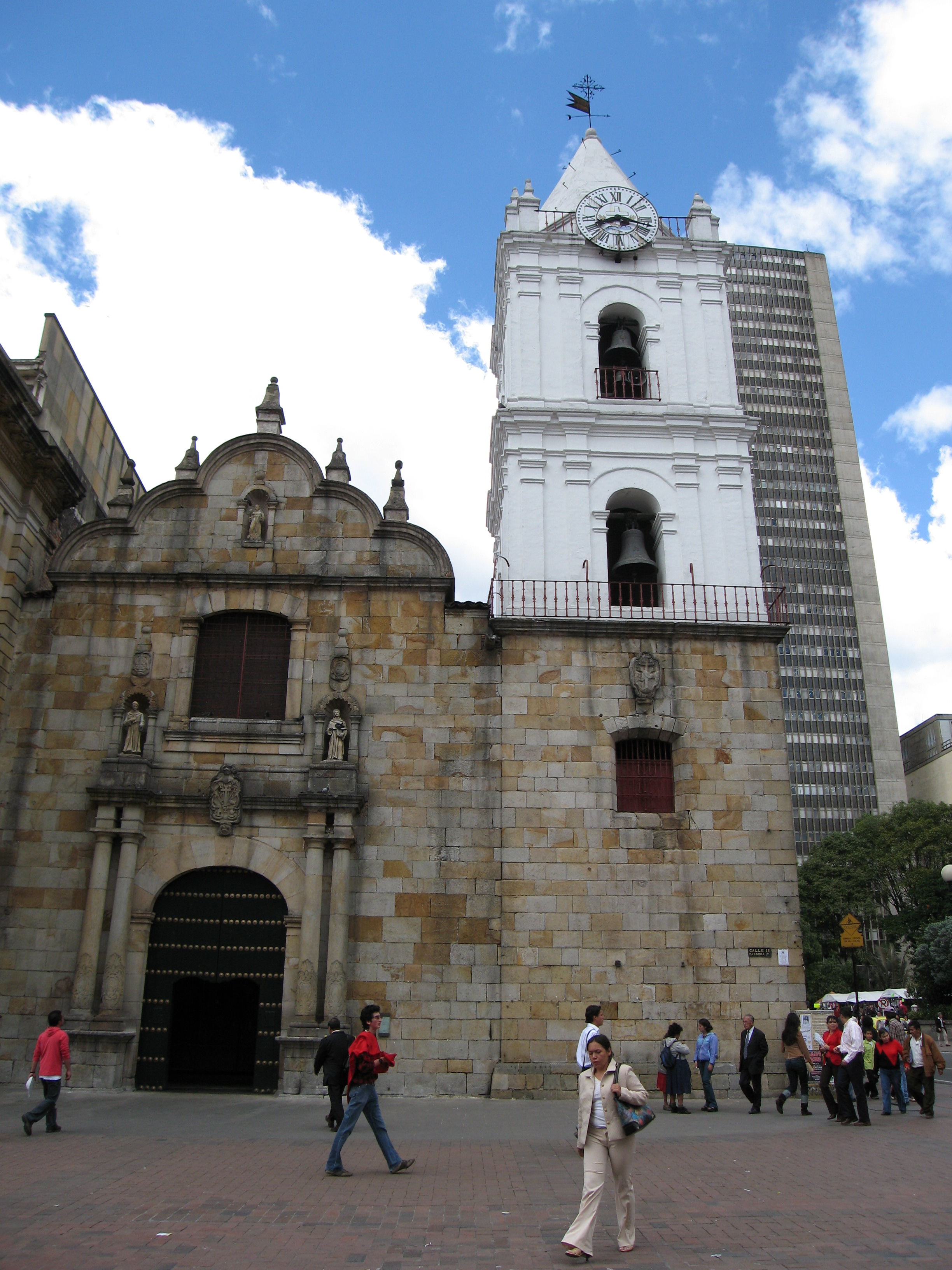
La Iglesia San Francisco, costruita nel 1550, è la più antica chiesa di Bogotá

Dopo la fondazione di Bogotá e l'annessione dell'area ai territori della Corona spagnola, i conquistadores spagnoli adottarono diverse strategie. Le ricche risorse minerarie dell'Altiplano iniziarono ad essere estratte in quantità, l'agricoltura andò riformandosi, venne introdotto il sistema delle encomiendas e gli spagnoli diedero inizio all'evangelizzazione dei Muisca. Il 9 ottobre 1549, Carlo V inviò una lettera nel nuovo regno diretta ai sacerdoti locali chiedendo loro di adottare anche per i Muisca il sistema delle reducciones. La popolazione indigena lavorava nelle encomiendas, ma solo pochi in realtà si erano convertiti al cristianesimo. Per accelerare il processo di sottomissione al regno di Spagna, alla popolazione indigena venne proibito quindi di spostarsi. Vennero altresì proibite tutte le festività della religione Muisca. La legge e specifici decreti reali del 1537, 1538 e 1551 andarono invece a regolare l'introduzione del catechismo cattolico. Il primo vescovo di Santafé, Juan de los Barrios, ordinò la distruzione dei templi dei Muisca e il loro rimpiazzo con chiese cattoliche. L'ultima cerimonia pubblica di tradizione Muisca si tenne a Ubaque il 27 dicembre 1563. Il secondo vescovo di Santafé, Luis Zapata de Cárdenas, intensificò questa politica aggressiva contro le pratiche religiose indigene e ordinò di radere al suolo i loro luoghi sacri.
La transizione a una agricoltura mista con le conoscenze del Vecchio Mondo, invece, fu molto veloce, grazie anche alle fertili terre dell'Altiplano che permisero agli europei di coltivare facilmente, mentre le aree tropicali si prestavano ottimamente ai prodotti locali. Nel 1555, i Muisca di Toca incominciarono a coltivare prodotti europei come grano, segale e canna da zucchero. La nuova economia si basava sia sull'agricoltura sia sullo sfruttamento delle risorse minerarie e questo produsse dei cambiamenti anche nel paesaggio dell'area dei Muisca.

## Giudizio storiografico e revisionismo

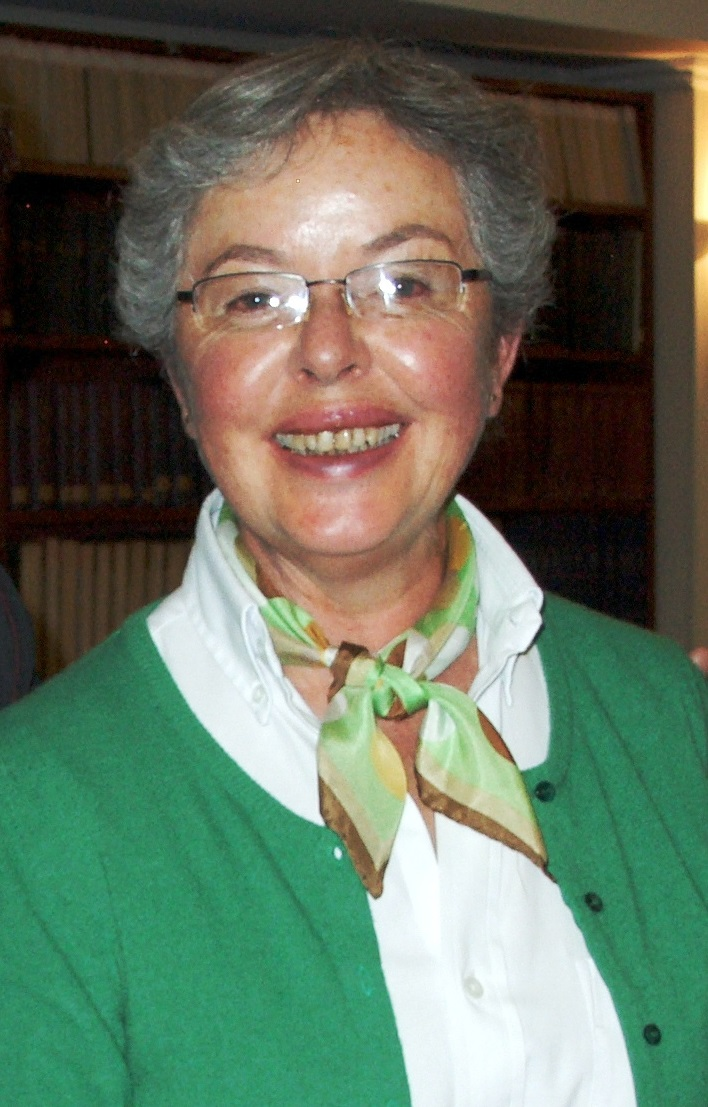
Ana María Groot è una degli antropologi e archeologi che hanno contribuito a rivalutare il ruolo della donna nella società Muisca, in particolare nell'estrazione del sale che valse all'intero popolo il soprannome di "popolo del sale"

Sulla base di moderni studi di antropologia dedicati ai Muisca e confrontati coi resoconti dei conquistadores, in particolare quelli di Gonzalo Jiménez de Quesada, i cui scritti sono la fonte primaria tra quelle sopravvissute, si è tentato di ricostruire la verità nella descrizione della loro civiltà. I primi resoconti spagnoli parlavano di cannibalismo, storie che sono poi state smentite ampiamente dagli esperti. Anche l'idea secondo cui i Muisca fossero un popolo guerriero è stata rivista in epoca moderna, evidenziando il loro successo in campo commerciale e il fatto che anche gli studiosi iberici, come ad esempio il primo vescovo di Bogotà, Juan de los Barrios, si erano interessati ai loro scritti. Varie altre ricerche hanno dimostrato come i primi resoconti etnografici degli spagnoli siano da prendere con le pinze. In essi, infatti, i Muisca vennero dipinti alla stregua di uomini «che pagavano tributi ai caciques», informazione ritenuta a tutti gli effetti dall'antropologo Carl Henrik Langebaek frutto di un fraintendimento. Tutti i conquistadores divenuti poi scrittori come Pedro de Aguado, Pedro Simón, Juan Rodríguez Freyle, Juan de Castellanos e Lucas Fernández de Piedrahita erano uomini, fatto che introdusse un certo sessismo nei loro scritti. Gli archeologi e antropologi moderni studiosi dei Muisca hanno invece rivalutato moltissimo il ruolo della donna nella società Muisca, grazie a studiose come Sylvia Broadbent, Ana María Groot, Marianne Cardale de Schrimpff e molte altre. Anche l'affermazione secondo cui la confederazione Muisca si presentava come un impero stratificato è stata riconsiderata, in particolare dagli studi di Jorge Gamboa Mendoza. Non è inoltre mai esistita la "fortezza di pietra" descritta a Cajicá dai cronisti spagnoli coevi, in quanto costruita soltanto dopo la conquista spagnola dell'area. Al momento di tradurre, infine, gli spagnoli dimostravano di non comprendere bene la lingua locale, servendosi di interpreti approssimativi catturati durante il percorso che li traviarono in errore da un punto di vista ortografico.
Ciò giustifica come mai sui nomi dei regnanti locali permangano dei dubbi; la forma con cui li si conosce oggi è dovuta alla loro trascrizione nelle Elegías de varones ilustres de Indias, scritta dal poeta Juan de Castellanos decenni dopo la conquista. A proposito dei seri rischi che in tale opera siano stati distorti i nomi originali, si ipotizza che i nomi dei regnanti, in particolare, vennero forse inventati o modificati da De Castellanos per consentire la pubblicazione. Le ricerche recenti di Jorge Gamboa Mendoza hanno rivelato che quando le truppe spagnole entrarono nel territorio dei Muisca, la popolazione era solita presentare ai conquistadores persone appartenenti a ceti sociali disomogenei e non i capitribù locali. Questa strategia era mirata a proteggere i capi Muisca e i loro tesori, dal momento che gli spagnoli erano alla continua ricerca di El Dorado. Ciononostante, per comodità attualmente gli storiografi e gli antropologi riportano i nomi tramandati dalla tradizione spagnola.
Una delle fonti di maggiore importanza per la conquista spagnola dei Muisca è El Carnero, scritto da Juan Rodríguez Freyle, figlio del soldato Juan Freyle che prestò servizio sotto il conquistador Pedro de Ursúa, documento che a ogni modo è stato criticato a livello storiografico per la presenza di molte vicende, aneddoti e pettegolezzi misti alle opinioni comuni del tempo.